# ハコイリ♡ムスメ
ハコイリ♡ムスメは、2014年から2020年まで活動していた日本の女性アイドルグループ。所属事務所はボックスコーポレーション、運営・A&Rはつくばテレビ。所属レーベルはつくばテレビおよびPENGUIN DISC。通称「ハコムス」。

## 概要
主に1980年代から1990年代のアイドルの名曲をカバーするとともに、ちょっぴり懐かしいテイストのオリジナル曲を歌唱。「癒やしと安らぎ、トキメキを与える」ことをテーマとしている。さらに1stコンサートを控えた2018年7月より、「ハードコアかわいい」を標榜している。
2014年、夏休み期間中にAKIBAカルチャーズ劇場で行われる「デビュー直前アイドル5組新人公演〜真夏のシンデレラたち〜」に向けて、劇場を運営するつくばテレビでもひとつアイドルグループを作ろうということになり、募集も行ったが不調に終わり、当時劇場支配人であった鈴木美紗乃が、ボックスコーポレーションで当時アイドリング!!!メンバーを担当していたマネージャーと知り合いだったこと、つくばテレビで番組を持っていたことから、ボックスコーポレーションに声をかけたのが結成のきっかけ。
ボックス社内でオーディションを行い、メンバー7人が決定。結成当初のメンバー全員が「AI 女優養成プロジェクト」出身であり、「女優志望の女の子が『アイドルグループとしてデビューをすること』という課題に挑戦する」というコンセプトとなった。そのため、3期加入しばらくまでグループの自己紹介では「女優志望の女の子(○人)で結成された」という台詞が入っていた。
楽曲は、活動期間が不定で予算面での制約もありオリジナル曲は作らず、鈴木がおニャン子クラブ、ボックスの担当マネージャーがCoCoが好きだったということから、フジテレビが生んだアイドルグループ（おニャン子と乙女塾、チェキッ娘、アイドリング!!!派生の各グループ。ソロを含む）のカバーを主体とする方針となった。結成の際にはそれらの音源を管理するフジパシフィック音楽出版（現フジパシフィックミュージック）に挨拶に行ったことから、基本的にはフジパシフィックの音源をカバーしている。振り付けは鈴木の知り合いで、BiSで振付師としての活動を開始していた二丁ハロ（現二丁目の魁カミングアウト）のミキティー本物に依頼。
新人公演は動員数と投票（生写真1セット購入につき1票）によるポイント数で1位となったグループが10月以降同劇場でレギュラー公演ができるというもので、メンバーやボックス側は1位になれなければ解散という意識で臨んだが、結果はアイドルネッサンスに敗れ2位であった。しかし、その差がわずかだったため存続が決定、10月以降AKIBAカルチャーズ劇場で月1回の定期公演「ハコイリ♡ムスメの定期便」（「月1定期公演」または単に「定期公演」と呼称）が行われることになった。2015年10月からは平日隔週の定期公演（「平日定期公演」と呼称。2018年12月終了、2019年2月より「週末定期公演」に移行）、2016年4月からは野外でのフリーライブ「ハコムス野外音楽会」がスタート。なお、これら単独のライブ・イベントでは、撮影可能曲が設けられており、その曲に限り静止画での撮影が可能となっている。
2015年4月、初の新メンバー・阿部かれん加入により「第二章」開始。これに合わせて、初のオリジナル曲「微笑みと春のワンピース」を制作。しかし、当初CDの一般販売は行わず、この曲のミュージックビデオを制作するためのクラウドファンディング出資者に対してCD-Rを配布、のちTOKYO IDOL FESTIVAL 2015会場にて販売するにとどまった。7月に発表された「夏に急かされて」「レモネード・キッス」、10月発表の「さよならのプリエール」共々、2015年11月29日に4枚同時リリースという形でプレスCDが一般販売された。
2016年7月、結成当初からライブを観覧するなど注目していた南波一海がタワーレコード内に設立したPENGUIN DISCの第1弾アーティストとして所属することを発表。11月22日に初の全国流通盤CD「ハコいっぱいのプレゼント」を発売した。レーベルメイトのRYUTistとは東京や新潟でツーマンライブを行うなど交流を深め、2017年8月13日に所沢航空記念公園 野外ステージで行われた「ハコムス野外音楽会SP〜ハコムス×RYUTistのサマーパーティー!!〜」にて、我妻桃実が「RYUTistとハコムスでCDなど何か形に残るものができたら」という要望に南波がOKを出したことがきっかけとなり、コラボユニット「柳♡箱」（やなぎばこ）を結成、2018年1月23日にシングル「ともだち」をリリースした。
2018年2月13日、初のカバーアルバム『青春の音符たち〜Respect for 80's&90's』を、同年12月25日には、初のオリジナル楽曲によるアルバム『ハコイリ♡ムスメ1stアルバム〜私たちの宝バコ〜』をそれぞれリリースした。
2018年7月29日、「ハコイリ♡ムスメ1stワンマンコンサート」をオルタナティブシアターで行った。カバー曲のみの公演（「青春の音符たち」）とオリジナル曲のみの公演（「私たちの宝バコ」）の2本立てであった。
2019年7月28日には、「ハコイリ♡ムスメ2ndコンサート〜癒しとやすらぎとトキメキの世界へ〜」をニッショーホールで開催。OGの門前亜里、内山珠希、神岡実希、鉄戸美桜、星里奈がゲスト出演した。また、コンサートに備えた合宿を兼ねて、沖縄で撮影を行った写真集「ニライカナイ」が9月4日に発売された。
2019年9月29日、最後のオリジナルメンバーであった我妻が卒業。我妻卒業後、新体制がスタートし、10月5日には「新章幕開けライブ」が開催されたが、その場で10月22日をもって寺島和花・戸羽望実が卒業するとともに2020年春まで充電期間（活動休止）に入ることを発表。10月22日には現体制終了ライブを行った。
2020年3月3日、同年4月11日の「ハコイリ♡ムスメの定期便、最終章〜永遠の宝バコ〜」をもってメンバー全員が卒業、活動終了することが発表された。しかし、新型コロナウイルス感染症の影響のため、この公演は無観客とし、ニコニコ生放送による有料配信を行うことが一度は決定。観客を入れた公演については後日改めて開催を検討する としていたが、新型インフルエンザ等対策特別措置法による新型コロナウイルス感染症緊急事態宣言が発令されたため、無観客公演も中止。当日はリモート会議システムを利用して「ハコの中からごきげんよう！」を配信。
2020年8月16日、延期となっていたラストライブ「ハコイリ♡ムスメの定期便、最終章〜永遠の宝バコ〜」を川崎・CLUB CITTA'で開催。

## 略歴

### 第一章
2014年
- 7月20日、AKIBAカルチャーズ劇場「デビュー直前アイドル5組新人公演〜真夏のシンデレラたち〜」公開ゲネプロで初披露[25]。
- 7月23日 - 8月27日、「デビュー直前アイドル5組新人公演〜真夏のシンデレラたち〜」で水曜日の公演（「AKIBAカルチャーズ劇場×女優志望」）を担当。
- 9月3日、「GirlsNews〜エンタメ!」（アイドル専門チャンネルPigoo）にて初のテレビ出演。
- 9月27日、初の対バンライブ（「アイドル甲子園 in 赤坂BLITZ」）出演。
- 10月25日、月1定期公演「ハコイリ♡ムスメの定期便」がスタート。小松もかがリーダーに就任[26]。
- 11月29日、定期公演で「劇団ハコムス」（楽曲に関連した芝居を演じる）開始。
- 12月29日、新人公演のライバルであったアイドルネッサンスと2マンライブを開催[27]。

2015年
- 3月22日、この日の定期公演で第一章が終了、次回定期公演より第二章がスタートすることを発表[28]。

### 第二章
2015年
- 4月19日、新メンバーとして阿部かれんが加入。8人編成となる[29]。また、初のオリジナル曲「微笑みと春のワンピース」も披露。
- 7月1日、鉄戸美桜が統括リーダー、小松はパフォーマンスリーダーに就任、事実上鉄戸へのリーダー交代となる[30]。
- 7月19日、一周年記念LIVEで夏のオリジナル新曲「レモネード・キッス」、「夏に急かされて」を披露[31]。また、同日夜に行われた定期公演で門前亜里が卒業[32]。
- 10月13日、平日定期公演スタート。「DX劇団ハコムス」と題し、劇団ハコムスのみの公演を実施（ - 12月22日）。
- 11月24日、DX劇団ハコムス「君の歌、僕の歌」をもって、神岡実希が受験のため活動休止。
- 11月29日、クラウドファンディング[33]により制作されたCD4タイトルが発売開始。2016年1月までリリースイベントを開催[34]。

2016年
- 1月12日、平日定期公演の新シリーズ「Season in the BOX〜ムスメたちが駆け抜けた季節〜」（過去の新人公演・定期公演のセットリストに沿った公演）スタート（ - 3月22日）。
- 1月31日、CDリリースイベント最終日に神岡が復帰。また、内山珠希が卒業を発表。
- 3月1日、我妻桃実が沖縄を拠点に活動しているローカルアイドルグループ「らぐぅんぶるぅ」の期間限定兼任メンバーとして活動することを発表[35]（兼任は8月14日まで[36]）。
- 3月20日、この日の定期公演で内山が卒業するとともに、4月より加入する予定の新メンバー4人が初披露された[37]。
- 3月22日、樋井紅陽の加入取り消しを発表[38][39][注 6]。
- 4月10日、屋外でのフリーライブ「ハコムス野外音楽会」がスタート。
- 4月13日、平日定期公演新シリーズ「カラフル♡ボックス〜〇〇がプロデュースしてみた〜」（メンバーがセットリストや衣装などをセルフプロデュースする）スタート（ - 6月22日）。

### 第三章
2016年
- 4月23日、この日の定期公演より新メンバー3人（星里奈、吉田万葉、井上姫月）が歌唱に加わる[41]。
- 7月12日、タワーレコード内に設立された南波一海主催のレーベル「PENGUIN DISC」への参加を発表[42]。
- 7月20日、平日定期公演の新シリーズ「Respect for ××」（カバーしていたアーティストごとに絞った公演）スタート（ - 9月28日）。
- 7月23日、この日の定期公演で小松もかが卒業。
- 9月3日、レーベルメイト・RYUTistのホーム、新潟・古町で2マンライブを行う[43]。
- 9月15日、菅沼もにかに軽率な行動があったとして、2016年内の活動を停止、活動再開の有無は活動停止明けのタイミングで改めて表明すると発表[44]。
- 10月12日、平日定期公演の新シリーズ「少女たちの物語」（テーマを設定し、それに合致する楽曲による公演）スタート（ - 12月21日）。
- 11月22日、PENGUIN DISCからの第一弾シングル「ハコいっぱいのプレゼント」をリリース[45]。

2017年
- 1月2日、菅沼の2016年12月31日付での脱退を発表[46]。
- 1月11日、平日定期公演新シリーズ「ハコムスペナントレース・2017冬」（2-3人ずつ、3つのユニット（Cheri<シェリ>（阿部、星、吉田）、ハラペコテントウムシ（鉄戸、井上）、スターチス・モモミーキ（神岡、我妻）に分かれて3か月間にわたりパフォーマンスを競う）スタート（ - 3月22日）。
- 2月26日、この日の定期公演で4月以降鉄戸・阿部が大学受験に備え活動縮小（基本的には月1定期公演のみ）、リーダーが鉄戸から我妻に交代、4月23日の定期公演から新メンバー加入を発表[47]。
- 3月20日、従来「新メンバー」と呼ばれてきた星・吉田・井上は「3期メンバー」[48]または「3期生」[49]と呼ぶことになった。これに伴い、オリジナルメンバーは「1期」、第二章より加入した阿部は「2期」、2017年4月より加入するメンバーは「4期」となる。
- 3月22日、「ハコムスペナントレース・2017冬」最終日でスターチス・モモミーキが優勝[50]。「ミュージックパーク〜Girls＆Music Theater Vol.6〜」（2017年3月26日、渋谷DUO MUSIC EXCHANGE） 、および「アイドル甲子園SPRING FESTIVAL2017」（2017年4月2日、新木場STUDIO COAST）に出演。
- 4月3日、平日定期公演の新シリーズ「ハコイリ♡ムスメ月曜定期公演『Respect for ×××〜Season2〜』」開始（ - 6月19日）。入場特典として、カバー曲のCDを配布（当日券はCD付きとCD無しの2種類のチケットを販売）、開演前には「出張昭和アイドルアーカイブス」と題し、カバー元のアイドルにまつわるトークライブが行われた[51]。
- 4月11日、4月23日にお披露目となる4期メンバーを含むビジュアルを公開[52]。4月13日に塩野虹、4月16日に寺島和花、4月19日に戸羽望実のプロフィールを公式Twitterで発表[53]。

### 第四章
2017年
- 4月23日、この日の定期公演で4期メンバーをお披露目。
- 5月28日、この日の定期公演で神岡実希が卒業[54]。
- 7月7日、平日定期公演の新シリーズ「ハコイリ♡ムスメ金曜定期公演〜ハコムス"夏オンナ"コンテスト2017〜」開始。3期・4期メンバーが「コーディネート対決」、「パフォーマンス対決」、「夏オンナへの道」の3項目で競う[55]（ - 9月29日、星が優勝）。
- 8月13日、この日の「ハコムス野外音楽会SP〜ハコムス＆RYUTistのサマーパ～ティ!〜」（所沢航空記念公園 野外ステージ）をもって鉄戸・阿部が活動休止[12]。
- 10月7日、「ミュージックパーク〜Acoustic Theater〜 Vol.1・Vol.2」（座・高円寺2）にて初のアコースティックライブ。
- 10月11日、平日定期公演の新シリーズ「ハコイリ♡ムスメ水曜定期公演『カラフルボックス〜ハコムスをプロデュース〜』」開始（ - 12月27日）。
- 10月21日 - 22日、この日の「ハコイリ♡ムスメ秋のバスツアーin鴨川」をもって星が高校受験のため活動休止。
- 11月11日、この日の「Culture Regular showcase vol.1」に我妻が欠席。鉄戸は活動休止中のため、初のオリジナルメンバー不在のライブとなった[56]。
- 12月17日、この日のハコムス野外音楽会より大学に合格した鉄戸が復帰[57]。
- 12月24日、この日のX'masライブより大学に合格した阿部が復帰[58]。

2018年
- 1月10日、平日定期公演の新シリーズ「Season in the Box 〜ムスメたちが駆け抜けた季節〜」開始（ - 3月21日）。
- 1月23日、RYUTistとのコラボユニット・柳♡箱（RYUTistとハコイリ♡ムスメ）によるコラボシングル「ともだち」をリリース[59]。
- 2月13日、カバーアルバム『青春の音符たち〜Respect for 80's&90's』をリリース[14]。
- 2月17日、この日の定期公演で高校受験を終了した星がライブに復帰[注 7]。また、7月に行われる4周年記念ライブを初のワンマンライブで開催すること[60]。それに伴い、毎年4月に恒例となっていた新メンバーの加入を2018年は行わないことを発表。
- 2月25日、「ハコイリ♡ムスメ『青春の音符たち』発売記念プレミアムライブツアー 〜Respect for XXX〜」スタート。ゲストにグループの元メンバー（2月25日下川みくに・小林裕美（チェキッ娘）、3月11日宮前真樹（CoCo）、3月18日渡辺美奈代（おニャン子クラブ））を迎え、初のバンドによる生演奏によるライブ。
- 3月21日、この日の定期公演で鉄戸美桜が卒業[61]。
- 4月2日、平日定期公演の新シリーズ「ハコムスペナントレースNEXT」（2人ずつ4つのユニット（Sweet Dream（阿部・戸羽）、green flower（吉田・寺島）、ぷりんせすれいんぼぅ（井上・塩野）、PEACH★STAR（我妻・星）に分かれ、1970年代から最新までのアイドルソングカバーに挑戦）開始（ - 6月18日）。
- 7月1日、「ハコムスペナントレースNEXT」で優勝したPEACH★STARのオリジナル曲「星空のダンスホール」披露。
- 7月10日、PENGUIN DISCからの第2弾シングル「エトワールを夢みて」リリース。平日定期公演の新シリーズ「Respect for XXX〜Season3〜」スタート。
- 7月14日 - 16日、1stコンサートに備えて「地獄の強化合宿」を実施。
- 7月29日、オルタナティブシアターにて1stコンサート「カバー公演〜青春の音符たち〜」、「オリジナル公演〜私たちの宝バコ〜」開催。
- 10月6日、阿部かれん卒業公演。当初9月30日に予定されていた[62]が、台風24号の接近によりこの日に延期となった[63]。
- 10月8日、平日定期公演の新シリーズ「1stアルバム『私たちの宝バコ』発売記念 〜QUEEN OF "HARDCORE" CHAMPIONSHIP〜」スタート。
- 11月1日、星里奈が体調不良により無期限の活動休止を発表[64]。
- 12月24日、この日をもって平日定期公演を終了。
- 12月25日、オリジナルアルバム『ハコイリ♡ムスメ1stアルバム〜私たちの宝バコ〜』をリリース。この日ラクーア・ガーデンステージにて行われたリリースイベントで2019年4月に5期生が加入することを発表[65]。

2019年
- 2月16日、この日の定期公演で活動休止中の星が3月23日の定期公演で卒業することを発表[66]。また、2019年7月28日に2ndコンサートをニッショーホールで開催することを発表[67]。
- 2月17日、週末定期公演「Winterスプリング、Summerフォール」開始（ - 3月17日）。会場は富士フイルム西麻布ホール（初回のみヤマハ銀座スタジオ）[68]。
- 3月2日、星が卒業を前に復帰[69]。
- 3月23日、この日の定期公演で星が卒業[70]。
- 4月7日、週末定期公演の新シリーズ「Road to ニッショーホール〜にょきにょきチャンピオン！〜」開始（ - 6月22日）。
- 4月13日、4月20日にお披露目となる5期メンバーを含むビジュアルを公開。

### 第五章
2019年
- 4月20日、この日の定期公演で5期メンバーをお披露目[71]。
- 4月30日、「戸羽望実14thバースデーライブ〜Welcome to Strawberry Fields〜」開催。従来月1定期公演の中でで行われていたメンバーの誕生日イベントをバースデーライブとして行うこととなった。
- 6月16日、この日の定期公演で我妻が9月29日の定期公演で卒業すること、7月28日の2ndコンサート以降吉田万葉がリーダー、井上姫月がサブリーダーに就任することを発表[72]。
- 7月12日 - 18日、写真集撮影（前半）と合宿（後半）のため沖縄に滞在[73]。
- 7月21日、週末定期公演の新シリーズ「Season in the Box〜ムスメたちが駆け抜けた季節〜」開始（ - 9月28日）。
- 7月28日、ニッショーホールにて、「ハコイリ♡ムスメ2ndコンサート〜癒しとやすらぎとトキメキの世界へ〜」開催。
- 9月29日、我妻桃実卒業公演。
- 10月5日、この日の公演にて、10月22日の公演をもって寺島和花・戸羽望実が卒業するとともに、2020年春まで充電期間（活動休止）に入ることを発表。
- 10月22日、この日の公演にて寺島・戸羽が卒業するとともに、グループも活動休止期間に入り、メンバー個々人の活動のみとなる。
- 12月1・3日、鈴木が「店長」を務める[74]「80年代カフェ『青春くりぃむそ〜だ』」（秋葉原ホワイトエレファント）夜の部イベントに吉田・依田（1日のみ）・山本（3日のみ）が出演[75]。

2020年
- 1月20日、「ribbon30周年を祝う会」（東京カルチャーカルチャー）に吉田・依田・山本が出演[76]。
- 3月3日、4月11日に開催される「ハコイリ♡ムスメの定期便、最終章〜永遠の宝バコ〜」をもって全員卒業、活動終了することを発表。
- 3月29日、上記公演を「ハコイリ♡ムスメの定期便、最終章〜永遠の宝バコ〜（前編）」に変更、無観客で開催すること、後日改めて「ハコイリ♡ムスメの定期便、最終章〜永遠の宝バコ〜（後編）」の開催を検討することを発表。
- 4月8日、上記無観客公演の中止を発表。
- 4月11日、「ハコの中からごきげんよう！」配信。OGの門前、神岡、我妻、星が参加。
- 5月5日、過去に披露された楽曲のリクエスト上位10曲の映像とともにメンバーがリモートで参加する「ハコイリ♡ムスメGW特別企画〜あなたが聴きたいハコヒットテン！〜」を開催[77]。RYUTistのリモート収録ライブ「ガチでRYUTist HOME LIVE in HOUSE」にサプライズで参加、柳♡箱「ともだち」を歌唱[78]。
- 8月2日、「柳♡箱リモート2マンLIVE〜ごきげんよう！ありがとね。〜」を開催。ハコイリ♡ムスメはAKIBAカルチャーズ劇場、RYUTistは新潟オレンジスタジアムでライブを行い、オンラインで繋げる形式となる[79]。
- 8月16日、延期となっていたラストライブ「ハコイリ♡ムスメの定期便、最終章〜永遠の宝バコ〜」を川崎・CLUB CITTA'で開催[80]。
- 12月25日、映像作品集「Treasure Chest」発売。ラストライブと定期公演の開演時に上映された「OPENING VIDEO」16本、ミュージックビデオ8本を収録[81]。12月26日には配信イベント「少女から大人になった私たち」が行われた（出演：門前、内山、我妻、鈴木）。

## メンバー
※公式のニックネームはお披露目の定期公演で決められるが、そこで決まったニックネームが必ずしも日常的に使われるとは限らない。カッコ内に日常的に使われていたニックネームを示す。

### 最終メンバー
| 氏名                      | 生年月日（年齢）      | ニックネーム              | 出身地   | 期  | 備考 |
| ------------------------- | --------------------- | ------------------------- | -------- | --- | --- |
| 吉田 万葉 よしだ まんよう | 2004年1月22日（21歳） | わらびー （万葉）         | 東京都   | 3期 | 高校受験のため2018年10月から2019年1月25日まで活動縮小 2019年7月29日よりリーダー                                       |
| 井上 姫月 いのうえ ひるな | 2005年3月29日（20歳） | かぐや （ひるな）         | 東京都   | 3期 | 2019年7月29日よりサブリーダー 2024年4月8日、みらサプ！加入                                                            |
| 塩野 虹 しおの なな       | 2004年10月4日（20歳） | なーちゃん                | 東京都   | 4期 | |
| 依田 彩花 よだ あやか     | 2004年2月23日（21歳） | ヨーダ （あやちょ）       | 山梨県   | 5期 | 元聖☆ボナプロ学園 2019年4月現在山梨県在住。2021年9月、「絵森彩」に改名し、Liella!のメンバー（鬼塚夏美役）として活動。 |
| 山本 花奈 やまもと はな   | 2006年1月22日（19歳） | おろしちゃん （はーちん） | 神奈川県 | 5期 | 2021年1月21日マジカル・パンチライン加入                                                                               |

### 元メンバー
| 氏名                        | 生年月日               | ニックネーム        | 出身地   | 期  | 備考 |
| --------------------------- | ---------------------- | ------------------- | -------- | --- | --- |
| 門前 亜里 かどまえ あり     | 1998年1月24日（27歳）  | ありりん            | 神奈川県 | 1期 | AI 女優養成プロジェクト 1-2期生 2015年7月19日卒業 |
| 内山 珠希 うちやま たまき   | 1999年6月1日（26歳）   | たまちゃん          | 千葉県   | 1期 | AI 女優養成プロジェクト 2期生 2016年3月20日卒業 |
| 小松 もか こまつ もか       | 1998年10月30日（26歳） | こまっちゃん        | 茨城県   | 1期 | AI 女優養成プロジェクト 1-2期生 リーダー（2014年10月 - 2015年6月）→パフォーマンスリーダー 2016年7月23日卒業 |
| 菅沼 もにか すがぬま もにか | 2000年8月12日（25歳）  | もにーちゃん        | 東京都   | 1期 | AI 女優養成プロジェクト 3期生 2016年12月31日脱退（2016年9月15日より活動停止） 2017年12月1日、三田萌日香に改名 FLOWLIGHT（「Monika」名義、2019年）、アイオケ（2020年 - ）                                                                                                |
| 神岡 実希 かみおか みき     | 2000年9月5日（24歳）   | みっきー            | 埼玉県   | 1期 | AI 女優養成プロジェクト 2期生 初期のニックネームは「ゴッドヒル」 高校受験により2015年11月25日より2016年1月30日まで活動休止 2017年5月28日卒業 |
| 鉄戸 美桜 てつど みお       | 2000年3月24日（25歳）  | てつど、てっちゃん  | 福岡県   | 1期 | AI 女優養成プロジェクト 3期生 2015年7月（就任当初は「統括リーダー」と呼称）から2017年3月までリーダー 大学受験により2017年4月より活動縮小、2017年8月14日より12月16日まで活動休止 2018年3月21日卒業                                                                       |
| 阿部 かれん あべ かれん     | 2000年2月2日（25歳）   | はるかす （かれん） | 大阪府   | 2期 | 大学受験により2017年4月より活動縮小、2017年8月14日より12月23日まで活動休止 2018年10月6日卒業 2019年「音羽かのん」に改名、bob up.（2019年 - 2020年）、mai mai（2021年 - 2022年） 2023年「阿部かれん」に再改名、KAWAII LAB. MATES（2023年 - 2025年）、fav me（2025年 - ） |
| 星 里奈 ほし りな           | 2002年4月7日（23歳）   | ほしりな            | 東京都   | 3期 | 高校受験により2017年10月23日より2018年2月14日まで活動休止 体調不良により2018年11月1日より2019年3月1日まで活動休止 2019年3月23日卒業 |
| 我妻 桃実 わがつま ももみ   | 2000年9月13日（24歳）  | ぽにょ              | 東京都   | 1期 | AI 女優養成プロジェクト 3期生 2017年4月から2019年7月28日までリーダー らぐぅんぶるぅ期間限定兼任メンバー（2016年3月 - 8月） メンテナンス16号（2018年12月 - ） 2019年9月29日卒業                                                                                          |
| 寺島 和花 てらしま わか     | 2003年8月30日（21歳）  | わかちょ            | 千葉県   | 4期 | 高校受験のため2018年10月から2019年1月19日まで活動縮小 2019年10月22日卒業 |
| 戸羽 望実 とば のぞみ       | 2005年4月22日（20歳）  | のんちゃん          | 岩手県   | 4期 | 元仙台CLEAR'S研修生 2019年4月現在岩手県在住 青葉なつみ（スターダストプロモーション仙台営業所所属）は実妹 2019年10月22日卒業 |

## 楽曲
4月と10月の定期公演はセットリストが一新され全曲新曲で行われる。また、それ以外でも新曲が披露されることがあり、2018年4月の定期公演でカバー曲数が100曲を超えた。なお、4月の定期公演で披露された曲は「春曲」、その後9月までに追加された曲、および2014年の新人公演で披露された曲は「夏曲」、10月の定期公演以降に披露された曲は「秋・冬曲」と称される。
振り付けは、結成当初はミキティー本物が全曲担当していたが、2016年10月以降、椎名智香子、福山梨乃（CANDY TUNE）（元アキシブproject、アンカーレディ（「芹山梨乃」））、古川小夏（アップアップガールズ（仮））も担当している。

### カバー
概要にあるように、カバー曲は原則としてフジパシフィックミュージックが出版権を持つ楽曲である。「ハコ♡ムス宝くじ」では、2016年10月に行われた第2回以降、「特賞」として「新カバー曲を選曲できる権利」が設定されているが、選曲可能な楽曲はおニャン子クラブ・斉藤由貴（2015年春よりカバー）・CoCo・ribbon・Qlair・チェキッ娘・アイドリング!!!となっていた。
番号が振られている楽曲は公式サイトに掲載されている公式カバー曲（「ハコヒットテン」への投票や「ハコ♡ムス宝くじライブ」のセットリストに選定可能）、※は公式サイトには掲載されていないが2019年5月4日の「ハコヒットテン」に投票可能だった楽曲。*は2020年5月5日の「ハコヒットテン」に投票可能だった楽曲。
| カバー曲 | カバー曲                                                | カバー曲                                                   | カバー曲       | カバー曲   | カバー曲 | カバー曲 |
| #        | 楽曲                                                    | 原曲アーティスト                                           | 原曲リリース日 | 初披露     | 初披露   | 備考 |
| -------- | ------------------------------------------------------- | ---------------------------------------------------------- | -------------- | ---------- | -------- | --- |
| 1*       | 君の歌、僕の歌                                          | CoCo                                                       | 1990-11-07     | 2014-07-23 | 2014夏   | アルバム『Sonw Garden』収録 DX劇団ハコムス |
| 2*       | 最初のキモチ                                            | チェキッ娘                                                 | 1999-05-26     | 2014-07-23 | 2014夏   | |
| 3*       | 避暑地の森の天使たち                                    | おニャン子クラブ                                           | 1986-07-10     | 2014-07-23 | 2014夏   | アルバム『PANIC THE WORLD』収録 |
| 4*       | はんぶん不思議                                          | CoCo                                                       | 1990-01-24     | 2014-07-23 | 2014夏   | |
| 5*       | 夏色キッス☆                                             | アイドリング!!!                                            | 2013-08-07     | 2014-07-23 | 2014夏   | シングル「サマーライオン」c/w |
| 6*       | シンデレラたちへの伝言                                  | 高井麻巳子                                                 | 1986-06-25     | 2014-07-23 | 2014夏   | 新人公演では前週の公演で生写真売上1位のメンバーが歌唱 |
| 7*       | 海へ行こう〜Love Beach Love〜                           | チェキッ娘                                                 | 1999-07-16     | 2014-07-23 | 2014夏   | |
| 8*       | レモンドロップ                                          | アイドリング!!!                                            | 2008-11-19     | 2014-07-23 | 2014夏   | シングル「「職業:アイドル。」」c/w |
| 9*       | 夏休みは終わらない                                      | おニャン子クラブ                                           | 1986-07-10     | 2014-08-20 | 2014夏   | アルバム『PANIC THE WORLD』収録 |
| 10*      | 真っ赤な自転車                                          | おニャン子クラブ                                           | 1985-09-21     | 2014-09-27 | 2014秋冬 | アルバム『KICK OFF』収録 |
| 11*      | なぜ?                                                   | CoCo                                                       | 1991-03-21     | 2014-10-25 | 2014秋冬 | アルバム『STRAIGHT』収録 劇団ハコムス |
| 12*      | Be My Diamond!                                          | ribbon                                                     | 1993-04-07     | 2014-10-25 | 2014秋冬 | |
| 13*      | 日曜はダメよ                                            | 三浦理恵子                                                 | 1991-11-07     | 2014-10-25 | 2014秋冬 | ユニット曲（内山・鉄戸）/劇団ハコムス |
| 14*      | 星座占いで目を閉じて                                    | おニャン子クラブ（新田恵利・中島美春）                     | 1986-03-10     | 2014-10-25 | 2014秋冬 | アルバム『夢カタログ』収録 ユニット曲（神岡・我妻）/劇団ハコムス |
| 15*      | パジャマでドライブ                                      | Qlair                                                      | 1992-06-21     | 2014-10-25 | 2014秋冬 | アルバム『CITRON』収録 ユニット曲（門前・小松・菅沼）/劇団ハコムス |
| 16*      | スノーブーツのwish                                      | Qlair                                                      | 1992-11-21     | 2014-11-29 | 2014秋冬 | アルバム『Sanctuary』収録 |
| 17*      | Snow Celebration                                        | アイドリング!!!                                            | 2008-01-23     | 2014-12-23 | 2014秋冬 | |
| 18*      | ありがとう!おともだち。                                 | Berryz工房                                                 | 2005-12-07     | 2014-12-29 | 2014秋冬 | ミニアルバム『スッペシャル!ベストミニ〜2.5枚目の彼〜』収録 アイドルネッサンスとの2マンにてコラボ曲として初披露                                                                        |
| 19*      | ホワイトラビットからのメッセージ                        | 渡辺満里奈                                                 | 1987-01-01     | 2015-01-25 | 2014秋冬 | |
| 20*      | はじまり                                                | チェキッ娘                                                 | 1999-03-03     | 2015-02-11 | 2014秋冬 | 劇団ハコムス |
| 21*      | 抱きしめて                                              | チェキッ娘                                                 | 1998-12-09     | 2015-04-19 | 2015春   | |
| 22*      | いじわるねDarlin'                                       | おニャン子クラブ                                           | 1985-09-21     | 2015-04-19 | 2015春   | アルバム『KICK OFF』収録 |
| 23*      | baby blue                                               | アイドリング!!!                                            | 2009-04-29     | 2015-04-19 | 2015春   | |
| 24       | 天使のアリバイ                                          | うしろゆびさされ組                                         | 1986-06-05     | 2015-04-19 | 2015春   | アルバム『ふ・わ・ふ・ら』収録 ユニット曲（菅沼・我妻）/劇団ハコムス |
| 25       | SPRING LOVER 大作戦                                     | Qlair                                                      | 1993-03-21     | 2015-04-19 | 2015春   | ユニット曲（小松・内山・神岡・阿部）/劇団ハコムス |
| 26*      | いちご水のグラス                                        | 斉藤由貴                                                   | 1986-10-21     | 2015-04-19 | 2015春   | アルバム『チャイム』収録 ユニット曲（門前・鉄戸）/劇団ハコムス |
| 27*      | なかよし                                                | 上田愛美                                                   | 1999-09-01     | 2015-04-19 | 2015春   | シングル「いつか」c/w |
| 28*      | アンブレラ・エンジェル                                  | おニャン子クラブ                                           | 1986-03-10     | 2015-06-13 | 2015夏   | アルバム『夢カタログ』収録 |
| 29*      | 夏の友達                                                | CoCo                                                       | 1990-05-17     | 2015-06-13 | 2015夏   | |
| 29.1     | ありがとう                                              | チェキッ娘                                                 | 1999-09-17     | 2015-07-19 |          | 2015年7月定期公演（門前卒業）で披露 |
| ※        | secret base 〜君がくれたもの〜                          | ZONE                                                       | 2001-08-08     | 2015-07-31 |          | 「ドキ♡浴衣だらけのハコムス納涼祭〜流しそうめん始めますか?〜」にて披露 |
| 30*      | SUMMER LOVER 大作戦                                     | Qlair                                                      | 1993-07-21     | 2015-08-16 | 2015夏   | |
| 31*      | ストローハットの夏想い                                  | 斉藤由貴                                                   | 1986-10-21     | 2015-08-16 | 2015夏   | アルバム『チャイム』収録 |
| 32*      | 告白                                                    | アイドリング!!!                                            | 2008-07-16     | 2015-08-16 | 2015夏   | |
| 33*      | 泣かないでエンジェル                                    | Qlair                                                      | 1992-06-21     | 2015-09-20 | 2015夏   | アルバム『CITRON』収録 劇団ハコムス |
| 34*      | ロマンスは偶然のしわざ                                  | 新田恵利                                                   | 1986-01-01     | 2015-10-17 | 2015秋冬 | シングル「冬のオペラグラス」c/w |
| 35*      | ゆっくりと好き                                          | ribbon                                                     | 1992-03-18     | 2015-10-17 | 2015秋冬 | アルバム『R753』収録 |
| 36*      | 深呼吸して                                              | 渡辺満里奈 with おニャン子クラブ                           | 1986-10-18     | 2015-10-17 | 2015秋冬 | ユニット曲（小松・内山・我妻） |
| 37*      | テンダー・レイン                                        | 高井麻巳子                                                 | 1987-12-16     | 2015-10-17 | 2015秋冬 | ユニット曲（鉄戸・阿部） |
| 38*      | 落葉のクレッシェンド                                    | 河合その子                                                 | 1985-11-21     | 2015-10-17 | 2015秋冬 | ユニット曲（菅沼・神岡） |
| 39*      | 少女時代                                                | 斉藤由貴                                                   | 1988-03-21     | 2015-10-17 | 2015秋冬 | アルバム『PANT』収録 |
| 40*      | Moonlight Express                                       | CoCo                                                       | 1991-03-21     | 2015-10-17 | 2015秋冬 | アルバム『STRAIGHT』収録 |
| 41*      | うたたねのソファー                                      | Qlair                                                      | 1992-11-21     | 2015-11-21 | 2015秋冬 | アルバム『Sanctuary』収録 |
| 42       | X'masがいっぱい                                         | 工藤静香                                                   | 1988-11-30     | 2015-12-20 | 2015秋冬 | アルバム『gradation』収録 |
| 42.1     | All I Want for Christmas is You（恋人たちのクリスマス） | マライア・キャリー                                         | 1994-10-29     | 2015-12-20 |          | |
| 43*      | 約束のポニーテール                                      | 三浦理恵子                                                 | 1993-03-19     | 2015-12-29 | 2015秋冬 | シングル「天使のいる渚」c/w |
| 44*      | Winterスプリング、Summerフォール                        | 渡辺美奈代                                                 | 1989-06-14     | 2016-01-24 | 2015秋冬 | |
| 45*      | じゃあね                                                | おニャン子クラブ                                           | 1986-02-21     | 2016-02-21 | 2015秋冬 | |
| 45.1     | シャナナ☆                                               | MINMI                                                      | 2007-07-18     | 2016-03-20 |          | 2016年3月定期公演（内山卒業）で披露 |
| 46*      | 乙女のリハーサル                                        | CoCo                                                       | 1989-09-06     | 2016-04-23 | 2016春   | シングル「EQUALロマンス」c/w 劇団ハコムス |
| 47*      | ドタバタギャグの日曜日                                  | チェキッ娘                                                 | 1999-08-18     | 2016-04-23 | 2016春   | 劇団ハコムス |
| 48*      | 恋はくえすちょん                                        | おニャン子クラブ                                           | 1986-11-01     | 2016-04-23 | 2016春   | |
| 49       | ありがと・愛してる                                      | チェキッ娘（リトル・マーメイド）                           | 1999-05-26     | 2016-04-23 | 2016春   | シングル「最初のキモチ」c/w ユニット曲（菅沼・神岡・我妻・星） |
| 50*      | 猫舌ごころも恋のうち                                    | うしろゆびさされ組                                         | 1986-05-02     | 2016-04-23 | 2016春   | シングル「象さんのすきゃんてぃ」c/w ユニット曲（吉田・井上） |
| 51*      | お引越し                                                | Qlair                                                      | 1993-03-21     | 2016-04-23 | 2016春   | シングル「SPRING LOVER 大作戦」c/w ユニット曲（小松・鉄戸・阿部） |
| 52*      | モテ期のうた                                            | アイドリング!!!                                            | 2008-01-23     | 2016-04-23 | 2016春   | |
| 53*      | あのコによろしく                                        | ribbon                                                     | 1990-07-25     | 2016-05-15 | 2016夏   | |
| 54*      | 雨のジェラシー                                          | CoCo                                                       | 1990-03-14     | 2016-06-25 | 2016夏   | アルバム『Strawberry』収録 |
| 55*      | 夏空のDreamer                                           | CoCo                                                       | 1992-08-05     | 2016-08-03 | 2016夏   | |
| 56*      | NONSTOP DANCER                                          | 荻野目洋子                                                 | 1986-12-16     | 2016-08-27 | 2016夏   | アルバム『NON-STOPPER』収録 |
| 57*      | ガンバレ乙女（笑）                                      | アイドリング!!!                                            | 2007-07-11     | 2016-08-31 | 2016夏   | |
| 58       | 幸せかもね                                              | CoCo                                                       | 1991-04-10     | 2016-10-16 |          | シングル「Newsな未来」c/w 「第2回ハコ♡ムス宝くじ」特賞リクエスト曲 |
| 59*      | 午後のパドドゥ                                          | 河合その子                                                 | 1985-11-21     | 2016-10-23 | 2016秋冬 | シングル「落葉のクレッシェンド」c/w |
| 60*      | 夢見るヴァイオリン                                      | Qlair                                                      | 1992-11-21     | 2016-10-23 | 2016秋冬 | アルバム『Sanctuary』収録 |
| 61*      | レイニィガール                                          | アイドリング!!!                                            | 2009-12-02     | 2016-10-23 | 2016秋冬 | シングル「手のひらの勇気」（ときめきアイドリング!!!）c/w |
| 62       | 風のInvitation                                          | 福永恵規                                                   | 1986-05-21     | 2016-10-23 | 2016秋冬 | ユニット曲（阿部・星） |
| 63*      | あたしの靴あなたの靴                                    | チェキッ娘（野崎恵、松本江里子、加藤真由）                 | 1999-07-07     | 2016-10-23 | 2016秋冬 | アルバム『CXCO』収録 ユニット曲（鉄戸・神岡） |
| 64*      | -3℃                                                     | ゆうゆ                                                     | 1987-07-22     | 2016-10-23 | 2016秋冬 | ユニット曲（我妻・吉田） |
| 65       | 自転車に乗って                                          | 斉藤由貴                                                   | 1986-10-21     | 2016-10-23 | 2016秋冬 | アルバム『チャイム』 収録 ユニット曲（神岡井上） |
| 66*      | 大好きな恋                                              | チェキッ娘                                                 | 1999-07-07     | 2016-10-23 | 2016秋冬 | アルバム『CXCO』収録 |
| 67*      | 土曜日のタマネギ                                        | 斉藤由貴                                                   | 1986-05-21     | 2016-11-12 | 2016秋冬 | |
| 67.1     | 恋人がサンタクロース                                    | 松任谷由実                                                 | 1980-12-01     | 2016-12-25 |          | アルバム『SURF&SNOW』収録 |
| 68*      | Like a Shooting Star                                    | アイドリング!!!                                            | 2008-01-23     | 2016-12-25 | 2016秋冬 | シングル「Snow celebration/モテ期のうた」c/w |
| 69*      | ガールズ・オン・ザ・ルーフ                              | 渡辺美奈代                                                 | 1987-11-18     | 2017-01-29 | 2016秋冬 | |
| 70*      | ジェリービーンズのロマンス                              | 渡辺満里奈                                                 | 1987-01-01     | 2017-02-26 | 2016秋冬 | シングル「ホワイトラビットからのメッセージ」c/w |
| 71*      | Live Version                                            | CoCo                                                       | 1991-01-01     | 2017-03-25 | 2016秋冬 | |
| 72*      | 色・ホワイトブレンド                                    | 中山美穂                                                   | 1986-02-05     | 2017-04-23 | 2017春   | |
| 73*      | 私をよろしく                                            | おニャン子クラブ                                           | 1987-08-21     | 2017-04-23 | 2017春   | シングル「ウェディングドレス」c/w |
| 74*      | モナリザのいたずら                                      | ゆうゆ with おニャン子クラブ                               | 1987-03-25     | 2017-04-23 | 2017春   | シングル「天使のボディーガード」c/w |
| 75*      | SE・KI・LA・LA                                          | うしろゆびさされ組                                         | 1986-06-05     | 2017-04-23 | 2017春   | アルバム『ふ・わ・ふ・ら』収録 ユニット曲（吉田・井上・寺島・塩野） |
| 76*      | 春色の空                                                | アイドリング!!!（外岡えりか・橋本楓・伊藤祐奈）            | 2011-03-16     | 2017-04-23 | 2017春   | アルバム『SISTERS』収録 ユニット曲（阿部・星・戸羽） |
| 77*      | AXIA 〜かなしいことり〜                                 | 斉藤由貴                                                   | 1985-06-21     | 2017-04-23 | 2017春   | アルバム『AXIA』収録 ユニット曲（鉄戸・神岡・我妻） |
| 78*      | 陽春のパッセージ                                        | 田中陽子                                                   | 1990-04-25     | 2017-04-23 | 2017春   | |
| 79       | 3年目                                                   | 斉藤由貴                                                   | 1988-03-21     | 2017-05-01 | 2017春   | アルバム『PANT』収録 |
| 80*      | 悲しみよこんにちは                                      | 斉藤由貴                                                   | 1986-03-21     | 2017-05-01 | 2017春   | |
| 81*      | 眩しくて                                                | Qlair                                                      | 1992-05-21     | 2017-06-18 | 2017夏   | 「第3回ハコ♡ムス宝くじ」（2017年5月21日）特賞のリクエスト曲。2017年6月定期公演より正式なカバー曲となった                                                                              |
| 82*      | 水平線でつかまえて                                      | 三浦理恵子                                                 | 1991-07-03     | 2017-08-20 | 2017夏   | |
| 83*      | リトル☆デイト                                           | ribbon                                                     | 1989-12-06     | 2017-09-30 | 2017夏   | 「第4回ハコ♡ムス宝くじ」特賞リクエスト曲。ハコ♡ムス宝くじライブ以外では2017年11月3日「浜松町グリーン・サウンドフェスタ浜祭」にて披露                                                  |
| 84*      | アドベンチャー・ドリーム                                | アイドル夢工場                                             | 1987-07-01     | 2017-10-15 | 2017秋冬 | |
| 85*      | 恋のチャプターA to Z                                    | 河合その子 with おニャン子クラブ                           | 1985-09-01     | 2017-10-15 | 2017秋冬 | シングル「涙の茉莉花LOVE」c/w |
| 86*      | 犯人はあなたです♡                                       | フリフリアイドリング!!!                                    | 2008-12-17     | 2017-10-15 | 2017秋冬 | |
| 87*      | 割ってしまった卵                                        | おニャン子クラブ                                           | 1987-08-05     | 2017-10-15 | 2017秋冬 | アルバム『Circle』収録 ユニット曲（吉田・井上）/劇団ハコムス |
| 88*      | かわいい あたし                                         | 斉藤由貴                                                   | 1988-03-21     | 2017-10-15 | 2017秋冬 | アルバム『PANT』収録 ユニット曲（寺島・塩野・戸羽）/劇団ハコムス |
| 89*      | ちいさなBreakin' my heart                               | 渡辺満里奈                                                 | 1987-11-11     | 2017-10-15 | 2017秋冬 | ユニット曲（我妻・星・吉田（星活動休止中から加わる））/劇団ハコムス |
| 90*      | 無言のファルセット                                      | CoCo（song by 羽田惠理香 with CoCo）                       | 1992-03-25     | 2017-10-15 | 2017秋冬 | アルバム『Share』収録 |
| 91*      | After School 4 O'clock                                  | ribbon                                                     | 1991-01-23     | 2017-11-19 | 2017秋冬 | アルバム『ワンダフルでいこう!!』収録 |
| 92*      | MERRY X'MAS FOR YOU                                     | 河合その子・国生さゆり・城之内早苗・渡辺美奈代・渡辺満里奈 | 1986-12-05     | 2017-12-24 | 2017秋冬 | |
| 93       | FENを聴かせて                                           | おニャン子クラブ（新田恵利・中島美春）                     | 1985-09-21     | 2018-01-28 | 2017秋冬 | アルバム『KICK OFF』収録 ユニット曲（鉄戸・阿部）/劇団ハコムス |
| 94*      | 哀愁のカルナバル                                        | 河合その子                                                 | 1987-02-26     | 2018-01-28 | 2017秋冬 | |
| 95       | 雪の日は誰かのことを                                    | CoCo（song by 羽田惠理香 with CoCo）                       | 1992-12-16     | 2018-02-17 | 2017秋冬 | アルバム『Sylph』収録 |
| 95.1     | ハダカになりたい                                        | チェキッ娘（NEOかしまし娘）                                | 1999-03-03     | 2018-02-25 |          | シングル「はじまり」c/w 「『青春の音符たち』発売記念プレミアムライブツアー 〜Respect for チェキッ娘〜」にて披露                                                                       |
| 96*      | さくらサンキュー                                        | アイドリング!!!                                            | 2013-02-13     | 2018-03-17 | 2017秋冬 | 「第5回ハコ♡ムス宝くじ」特賞リクエスト曲 |
| 97*      | ティーンエイジ・セレナーデ                              | 里中茶美                                                   | 1989-04-21     | 2018-04-22 | 2018春   | |
| 98*      | シャボンのため息                                        | CoCo（song by 宮前真樹 with CoCo）                         | 1992-12-16     | 2018-04-22 | 2018春   | アルバム『Sylph』収録 |
| 99*      | お願い神さま                                            | Qlair                                                      | 1991-10-10     | 2018-04-22 | 2018春   | |
| 100      | シーサイド・セッション                                  | おニャン子クラブ（内海和子）                               | 1986-03-10     | 2018-04-22 | 2018春   | アルバム『夢カタログ』収録 ユニット曲（阿部・星） |
| 101*     | ポップコーン畑でつかまえて                              | おニャン子クラブ                                           | 1987-02-21     | 2018-04-22 | 2018春   | アルバム『SIDE LINE』収録 ユニット曲（我妻・井上・寺島） |
| 102*     | Please tell me Mr.朱                                    | 河合その子                                                 | 1985-12-05     | 2018-04-22 | 2018春   | アルバム『その子』収録 ユニット曲（吉田・塩野・戸羽） |
| 103*     | friend                                                  | アイドリング!!!                                            | 2007-07-11     | 2018-04-22 | 2018春   | |
| 104*     | 夏を待てない                                            | 国生さゆり                                                 | 1986-05-10     | 2018-06-24 | 2018夏   | |
| 105*     | お先に失礼                                              | おニャン子クラブ                                           | 1986-07-21     | 2018-07-10 | 2018夏   | |
| 106      | キミがスキ                                              | アイドリング!!!                                            | 2007-07-11     | 2018-08-07 | 2018夏   | 「ガンバレ乙女（笑）/friend」c/w |
| 107*     | EQUALロマンス                                           | CoCo                                                       | 1989-09-06     | 2018-08-14 | 2018夏   | 「『青春の音符たち』発売記念プレミアムライブツアー 〜Respect for CoCo〜」（2018年3月11日）にて披露。「Respect for CoCo公演〜Season3〜」より正式なカバー曲となった。                   |
| 108*     | 夏休みだけのサイドシート                                | 渡辺満里奈                                                 | 1987-07-15     | 2018-08-19 | 2018夏   | |
| 109      | ピンクのチェリー                                        | チェキッ娘（NEOちゃっきり娘）                              | 1999-03-03     | 2018-08-21 | 2018夏   | シングル「はじまり」c/w |
| 110      | 卒業                                                    | 斉藤由貴                                                   | 1985-02-21     | 2018-09-04 | 2018夏   | |
| 111      | 約束                                                    | Qlair                                                      | 1991-11-21     | 2018-09-18 | 2018夏   | アルバム『Les filles』収録 |
| 111.1    | まけへんで                                              | 関西アイドリング!!!                                        | 2011-03-16     | 2018-09-29 |          | アルバム『SISTERS』収録 「第6回ハコ♡ムス宝くじ」特賞リクエスト曲 |
| 112*     | こ・ん・な女の子                                        | 中嶋美智代                                                 | 1991-01-30     | 2018-10-20 | 2018秋冬 | シングル「赤い花束」c/w |
| 113*     | 気まぐれSWING                                           | CoCo                                                       | 1991-03-21     | 2018-10-20 | 2018秋冬 | アルバム『STRAIGHT』収録 |
| 114*     | 恋のカレッジリング                                      | 河合その子 withおニャン子クラブ                            | 1985-12-05     | 2018-10-20 | 2018秋冬 | アルバム『その子』収録 |
| 115*     | 女学生の決意                                            | うしろゆびさされ組                                         | 1985-10-05     | 2018-10-20 | 2018秋冬 | シングル「うしろゆびさされ組」c/w ユニット曲（吉田・戸羽） |
| 116*     | 笑顔でNo-Side                                           | CoCo（song by 宮前真樹 with CoCo）                         | 1992-03-25     | 2018-10-20 | 2018秋冬 | アルバム『Share』収録 ユニット曲（我妻・寺島） |
| 117      | ベタな失恋〜渋谷に降る雪〜                              | キュンキュンアイドリング!!!                                | 2009-01-07     | 2018-10-20 | 2018秋冬 | ユニット曲（井上・塩野・戸羽） |
| 118*     | 清く正しく美しく                                        | 制服向上委員会                                             | 1993-05-21     | 2018-10-20 | 2018秋冬 | |
| 119*     | のっとおんりぃ★ばっとおるそう                           | うしろゆびさされ組                                         | 1986-08-27     | 2018-11-24 | 2018秋冬 | シングル「渚の『・・・・・』」c/w |
| 119.1    | バレンタイン・キッス                                    | 国生さゆりwithおニャン子クラブ                             | 1986-02-01     | 2019-02-11 |          | 「『私たちの宝バコ』発売記念ライブ〜バレンタイン・キッス〜」にて披露 |
| 120*     | 乙女心の自由型                                          | おニャン子クラブ                                           | 1986-07-10     | 2019-04-20 | 2019春   | アルバム『PANIC THE WORLD』収録 |
| 121*     | 第一級恋愛罪                                            | レモンエンジェル                                           | 1998-05-21     | 2019-04-20 | 2019春   | 原曲はバナナラマで他アーティストもカバーしている 「月曜定期公演〜ハコムスペナントレースNEXT〜 1980年代のアイドルソングカバー対決」（2018年4月16日）でgreen flower（吉田・寺島）が歌唱 |
| 122*     | ロイヤルミルクガール                                    | アイドリング!!!                                            | 2009-08-19     | 2019-04-20 | 2019春   | アルバム『Petit-Petit』収録 |
| 123*     | プライベートはデンジャラス                              | 我妻佳代                                                   | 1987-11-21     | 2019-04-20 | 2019春   | ユニット曲（井上・塩野・山本） |
| 124*     | あんちょこ抜きのラブソング                              | ゆうゆ                                                     | 1987-07-29     | 2019-04-20 | 2019春   | アルバム『ゆうゆ光線』収録 ユニット曲（吉田・寺島） |
| 125*     | それは言わない約束                                      | ribbon                                                     | 1991-11-13     | 2019-04-20 | 2019春   | ユニット曲（我妻・戸羽・依田） |
| 126*     | 虹の少年                                                | 渡辺満里奈                                                 | 1989-07-21     | 2019-04-20 | 2019春   | |
| 127      | 恋のロープをほどかないで                                | 新田恵利                                                   | 1986-04-10     | 2019-06-16 | 2019夏   | |

### オリジナル
| #  | 楽曲                                 | 初披露         | 初披露   | 備考 |
| -- | ------------------------------------ | -------------- | -------- | --- |
| 1  | 微笑みと春のワンピース               | 2015年4月19日  | 2015春   | 作詞：kawzak、作曲：西岡和哉 クラウドファンディングによりミュージックビデオを制作。2015年6月、出資者へCD-Rを配布。                                                              |
| 2  | 夏に急かされて                       | 2015年7月19日  | 2015夏   | 作詞：kawzak、作曲：西岡和哉 「海曲」と位置付けられており、リードヴォーカルは内山・小松・菅沼が担当。 ミュージックビデオを制作。2015年9月23日、披露イベント入場者にCD-Rを配布。 |
| 3  | レモネード・キッス                   | 2015年7月19日  | 2015夏   | 作詞：kawzak、作曲：西岡和哉 「森曲」と位置付けられており、リードヴォーカルは鉄戸・阿部・神岡・我妻が担当。 CD-Rは「夏に急かされて」MV披露イベント会場限定で販売。              |
| 4  | さよならのプリエール                 | 2015年10月17日 | 2015秋冬 | 作詞：kawzak、作曲：西岡和哉 DX劇団ハコムス |
| 5  | 乙女はびっくり箱                     | 2016年4月23日  | 2016春   | 作詞：児玉雨子、作曲：James Panda Jr. |
| 6  | アンバランスなサマー                 | 2016年6月25日  | 2016夏   | 作詞：児玉雨子、作曲：西岡和哉 |
| 7  | Let’s Party Time!                    | 2016年7月23日  | 2016夏   | 作詞・作曲：James Panda Jr. |
| 8  | ハコいっぱいのプレゼント             | 2016年10月23日 | 2016秋冬 | 作詞：kawzak、作曲：西岡和哉 |
| 9  | 旅をつなげて                         | 2017年4月23日  | 2017春夏 | 作詞：細身のシャイボーイ、作曲：西岡和哉 2018年12月25日発売『ハコイリ♡ムスメ1stアルバム〜私たちの宝バコ〜』で初音源化                                                           |
| 10 | VIVA!トロピカル・サマーウォーズ      | 2017年7月23日  | 2017夏   | 作詞：James Panda Jr.・浅野まこと、作曲：James Panda Jr. 8月20日の定期公演でCD-Rを販売。 子供組（吉田・井上・寺島・塩野・戸羽）中心/劇団ハコムス                                |
| 11 | 真夏の恋のファンファーレ             | 2017年7月23日  | 2017夏   | 作詞：細身のシャイボーイ、作曲：西岡和哉 8月20日の定期公演でCD-Rを販売。 大人組（鉄戸・我妻・阿部・星）中心/劇団ハコムス                                                        |
| 12 | 星降る夜の招待状（インビテーション） | 2017年10月15日 | 2017秋冬 | 作詞：kawzak、作曲：西岡和哉 |
| 13 | エトワールを夢みて                   | 2018年4月22日  | 2018春   | 作詞：浅野まこと、作曲：James Panda Jr. 劇団ハコムス |
|    | 星空のダンスホール                   | 2018年7月1日   | 2018夏   | 作詞：浅野まこと、作曲：KASHIF PEACH★STAR（我妻・星）のユニット曲 |
| 14 | 渚でロ・マ・ン・ス                   | 2018年7月29日  | 2018夏   | 作詞：kawzak、作曲：西岡和哉 |
| 15 | あの夏のリグレット                   | 2018年7月29日  | 2018夏   | 作詞：浅野まこと、作曲：James Panda Jr. |
| 16 | 私たちの宝バコ                       | 2018年10月20日 | 2018秋冬 | 作詞：浅野まこと、作曲：James Panda Jr. |
| 17 | キス取りゲーム                       | 2019年4月20日  | 2019春   | 作詞：児玉雨子、作曲：西岡和哉 |
| 18 | ニライカナイを目指して               | 2019年8月18日  | 2019夏   | 作詞：細身のシャイボーイ、作曲：James Panda Jr. |

## 作品

### CD-R
| #  | タイトル                                                  | 発売（配布）日 | 備考                                                                                             |
| -- | --------------------------------------------------------- | -------------- | ------------------------------------------------------------------------------------------------ |
| 1  | 微笑みと春のワンピース                                    | 2015年6月      | クラウドファンディングの出資者に配布                                                             |
| 2  | 夏に急かされて                                            | 2015年9月23日  | ミュージックビデオ披露イベントにて配布                                                           |
| 3  | レモネード・キッス                                        | 2015年9月23日  | ミュージックビデオ披露イベント会場で販売                                                         |
| 4  | 君の歌、僕の歌                                            | 2017年4月3日   | 『Respect for ×××〜Season2〜』Respect for CoCo公演にて配布                                       |
| 5  | 夏休みは終わらない                                        | 2017年4月17日  | 『Respect for ×××〜Season2〜』Respect for おニャン子クラブ公演にて配布                           |
| 6  | 少女時代                                                  | 2017年5月1日   | 『Respect for ×××〜Season2〜』Respect for 斉藤由貴公演にて配布                                   |
| 7  | ジェリービーンズのロマンス                                | 2017年5月15日  | 『Respect for ×××〜Season2〜』Respect for おニャン子クラブ（ソロ）公演にて配布                   |
| 8  | 泣かないでエンジェル                                      | 2017年6月9日   | 『Respect for ×××〜Season2』〜Respect for ribbon&Qlair公演にて配布                               |
| 9  | ドタバタギャグの日曜日                                    | 2017年6月19日  | 『Respect for ×××〜Season2〜』Respect for チェキッ娘公演にて配布                                 |
| 10 | VIVA!トロピカル・サマーウォーズ                           | 2017年8月20日  | 2017年8月定期公演にて販売                                                                        |
| 11 | 真夏の恋のファンファーレ                                  | 2017年8月20日  | 2017年8月定期公演にて販売                                                                        |
| 12 | あたしの靴あなたの靴（鉄戸美桜&星里奈）                   | 2018年2月25日  | 『青春の音符たち』発売記念プレミアムライブツアー 〜Respect for チェキッ娘〜にて配布              |
| 13 | Midnight Express                                          | 2018年3月11日  | 『青春の音符たち』発売記念プレミアムライブツアー 〜Respect for CoCo〜にて配布                    |
| 14 | Winterスプリング、Summerフォール                          | 2018年3月18日  | 『青春の音符たち』発売記念プレミアムライブツアー 〜Respect for おニャン子クラブ〜にて配布        |
| 15 | いじわるねDarlin'                                         | 2018年7月10日  | 「Respect for おニャン子クラブ公演〜Season3〜」にて配布                                          |
| 16 | レモンドロップ                                            | 2018年8月7日   | 「Respect for アイドリング!!!公演〜Season3〜」にて配布                                           |
| 17 | 乙女のリハーサル                                          | 2018年8月14日  | 「Respect for CoCo公演〜Season3〜」にて配布                                                      |
| 18 | 抱きしめて                                                | 2018年8月21日  | 「Respect for チェキッ娘公演〜Season3〜」にて配布                                                |
| 19 | ストローハットの夏想い/AXIA〜かなしいことり〜（鉄戸ソロ） | 2018年9月4日   | 「Respect for 斉藤由貴公演〜Season3〜」にて配布                                                  |
| 20 | 渚でロ・マ・ン・ス/あの夏のリグレット                     | 2018年9月9日   | 「ハコイリ♡ムスメORIGINAL SONGプレミアムライブ〜私たちの宝バコ〜」で配布                         |
| 21 | お引越し                                                  | 2018年9月18日  | 「Respect for Qlair公演〜Season3〜」にて配布                                                     |
| 22 | 星空のダンスホール（PEACH★STAR）                          | 2019年3月23日  | 2019年3月定期公演にて販売                                                                        |
| 23 | LAST PRESENT                                              | 2020年8月16日  | 「キス取りゲーム」「ニライカナイを目指して」収録。ラストライブクラウドファンディング出資者に配布 |

### その他
柳♡箱（RYUTistとハコイリ♡ムスメ）
「昭和アイドルアーカイブス」オリジナルレコード（LP盤）制作プロジェクト

## ライブ・イベント

### 単独ライブ・公演
| 2014年                         | 2014年                                                   | 2014年                | 2014年                                                           |
| 公演日                         | 公演名                                                   | 会場                  | 備考                                                             |
| ------------------------------ | -------------------------------------------------------- | --------------------- | ---------------------------------------------------------------- |
| 7月23・30日 8月6・13・20・27日 | デビュー直前アイドル5組新人公演 〜真夏のシンデレラたち〜 | AKIBAカルチャーズ劇場 | 8月13日の公演は伊藤祐奈・石田佳蓮（アイドリング!!!）がゲスト出演 |
| 10月25日                       | ハコイリ♡ムスメ定期便10月号 〜微笑みのOctorber〜         | AKIBAカルチャーズ劇場 | 昼夜2回公演                                                      |
| 11月29日                       | ハコイリ♡ムスメ定期便11月号 〜麗しのNovember〜           | AKIBAカルチャーズ劇場 | 昼夜2回公演                                                      |
| 12月23日                       | ハコイリ♡ムスメ定期便12月号 〜温もりのDecember〜         | AKIBAカルチャーズ劇場 |                                                                  |

| 2015年                 | 2015年                                                                | 2015年                | 2015年                                       |
| 公演日                 | 公演名                                                                | 会場                  | 備考                                         |
| ---------------------- | --------------------------------------------------------------------- | --------------------- | -------------------------------------------- |
| 1月25日                | ハコイリ♡ムスメ定期便1月号 〜1月の子羊たち〜                          | AKIBAカルチャーズ劇場 |                                              |
| 2月11日                | ハコイリ♡ムスメ定期便2月号 〜2月のときめく鼓動〜                      | AKIBAカルチャーズ劇場 |                                              |
| 3月22日                | ハコイリ♡ムスメ定期便3月号 〜3月の静かな決意〜                        | AKIBAカルチャーズ劇場 |                                              |
| 4月19日                | ハコイリ♡ムスメ定期便4月号 〜4月の片想い〜                            | AKIBAカルチャーズ劇場 | 阿部かれん（2期生）加入、第二章スタート      |
| 5月5日                 | ハコイリ♡ムスメGW特別公演 〜あなたが聴きたいハコヒットテン!〜         | AKIBAカルチャーズ劇場 | 過去に披露した曲からアンケート上位10曲を披露 |
| 5月16日                | ハコイリ♡ムスメ定期便5月号 〜5月の伸びゆく若葉たち〜                  | AKIBAカルチャーズ劇場 |                                              |
| 6月13日                | ハコイリ♡ムスメ定期便6月号 〜6月のひと時の梅雨の晴れ間〜              | AKIBAカルチャーズ劇場 |                                              |
| 7月19日                | ハコイリ♡ムスメ結成一周年記念LIVE 〜ハコいっぱいの、愛を。〜          | AKIBAカルチャーズ劇場 | 昼夜2回公演（昼の部）                        |
| 7月19日                | ハコイリ♡ムスメ定期便7月号 〜7月のここにある絆〜                      | AKIBAカルチャーズ劇場 | 昼夜2回公演（夜の部）、門前亜里 卒業公演     |
| 8月16日                | ハコイリ♡ムスメの定期便8月号 〜ムスメたちがハコんで来た夏〜           | AKIBAカルチャーズ劇場 |                                              |
| 9月20日                | ハコイリ♡ムスメの定期便9月号 〜夏の記憶、ハコに還るトキ〜             | AKIBAカルチャーズ劇場 |                                              |
| 10月13日               | DX劇団ハコムス 劇団ハコムスダイジェスト                               | AKIBAカルチャーズ劇場 |                                              |
| 10月17日               | ハコイリ♡ムスメの定期便10月号 〜ロマンスを待ちながら〜                | AKIBAカルチャーズ劇場 |                                              |
| 10月27日、11月10・24日 | DX劇団ハコムス「君の歌、僕の歌」                                      | AKIBAカルチャーズ劇場 |                                              |
| 11月21日               | ハコイリ♡ムスメの定期便11月号 〜カシオペアに囁く恋の前奏曲〜          | AKIBAカルチャーズ劇場 |                                              |
| 12月8・22日            | DX劇団ハコムス「さよならのプリエール」                                | AKIBAカルチャーズ劇場 |                                              |
| 12月29日               | ハコイリ♡ムスメの定期便歳末SP 〜年末だし、ハコから出ますよ!私たち。〜 | AKIBAカルチャーズ劇場 |                                              |

| 2016年   | 2016年                                                                             | 2016年                | 2016年                                                              |
| 公演日   | 公演名                                                                             | 会場                  | 備考                                                                |
| -------- | ---------------------------------------------------------------------------------- | --------------------- | ------------------------------------------------------------------- |
| 1月12日  | Season in the BOX〜ムスメたちが駆け抜けた季節〜 2015年夏公演                       | AKIBAカルチャーズ劇場 |                                                                     |
| 1月24日  | ハコイリ♡ムスメの定期便1月号 〜君と歩く新しい季節〜                                | AKIBAカルチャーズ劇場 |                                                                     |
| 1月26日  | Season in the BOX〜ムスメたちが駆け抜けた季節〜 2015年春公演                       | AKIBAカルチャーズ劇場 |                                                                     |
| 2月16日  | Season in the BOX〜ムスメたちが駆け抜けた季節〜 メンバープロデュース公演           | AKIBAカルチャーズ劇場 |                                                                     |
| 2月21日  | ハコイリ♡ムスメの定期便2月号 〜君に、一番伝えたいこと〜                            | AKIBAカルチャーズ劇場 |                                                                     |
| 2月23日  | Season in the BOX〜ムスメたちが駆け抜けた季節〜 2014年秋冬公演                     | AKIBAカルチャーズ劇場 |                                                                     |
| 3月8日   | Season in the BOX〜ムスメたちが駆け抜けた季節〜 2014年夏公演（新人公演）           | AKIBAカルチャーズ劇場 |                                                                     |
| 3月20日  | ハコイリ♡ムスメの定期便3月号 〜君がくれた、かけがえのないもの〜                    | AKIBAカルチャーズ劇場 | 内山珠希卒業公演                                                    |
| 3月22日  | Season in the BOX〜ムスメたちが駆け抜けた季節〜 春休みスペシャル企画『鉄子の部屋』 | AKIBAカルチャーズ劇場 |                                                                     |
| 4月13日  | カラフル♡ボックス〜神岡実希がプロデュースしてみた〜                                | AKIBAカルチャーズ劇場 |                                                                     |
| 4月23日  | ハコイリ♡ムスメの定期便4月号 〜君と紡ぐ、新しい物語〜                              | AKIBAカルチャーズ劇場 | 新メンバー（3期生）3人加入、第三章開始                              |
| 4月27日  | カラフル♡ボックス〜阿部かれんがプロデュースしてみた〜                              | AKIBAカルチャーズ劇場 |                                                                     |
| 5月11日  | カラフル♡ボックス〜我妻桃実がプロデュースしてみた〜                                | AKIBAカルチャーズ劇場 |                                                                     |
| 5月15日  | ハコイリ♡ムスメの定期便5月号 〜陽だまりのような君に、逢えた日〜                    | AKIBAカルチャーズ劇場 |                                                                     |
| 5月25日  | カラフル♡ボックス〜菅沼もにかがプロデュースしてみた〜                              | AKIBAカルチャーズ劇場 |                                                                     |
| 6月8日   | カラフル♡ボックス〜小松もかがプロデュースしてみた〜                                | AKIBAカルチャーズ劇場 |                                                                     |
| 6月22日  | カラフル♡ボックス〜鉄戸美桜がプロデュースしてみた〜                                | AKIBAカルチャーズ劇場 |                                                                     |
| 6月25日  | ハコイリ♡ムスメの定期便6月号 〜君と奏でる雨音のしらべ〜                            | AKIBAカルチャーズ劇場 |                                                                     |
| 7月20日  | Respect for おニャン子クラブ                                                       | AKIBAカルチャーズ劇場 |                                                                     |
| 7月23日  | ハコイリ♡スメ結成二周年記念LIVE 〜色褪せないきらめき、揺るぎない強さ〜             | AKIBAカルチャーズ劇場 | 昼夜2回公演（昼の部）                                               |
| 7月23日  | ハコイリ♡ムスメの定期便7月号 〜あの日の君が、少し大人になった。〜                  | AKIBAカルチャーズ劇場 | 昼夜2回公演（夜の部）、小松もか卒業公演                             |
| 8月3日   | Respect for CoCo                                                                   | AKIBAカルチャーズ劇場 |                                                                     |
| 8月17日  | Respect for チェキッ娘                                                             | AKIBAカルチャーズ劇場 |                                                                     |
| 8月27日  | ハコイリ♡ムスメの定期便8月号 〜この眩しさは、きっと君のせい。〜                    | AKIBAカルチャーズ劇場 |                                                                     |
| 8月31日  | Respect for アイドリング!!!                                                        | AKIBAカルチャーズ劇場 |                                                                     |
| 9月14日  | Respect for ribbon&Qlair                                                           | AKIBAカルチャーズ劇場 |                                                                     |
| 9月18日  | ハコイリ♡ムスメの定期便9月号 〜君に渡したいもの〜                                  | TOKYO FM HALL         |                                                                     |
| 9月28日  | ハコイリ♡ムスメオリジナル曲公演                                                    | AKIBAカルチャーズ劇場 |                                                                     |
| 10月12日 | ハコイリ♡ムスメ水曜定期公演 〜少女たちの物語・両想い編〜                           | AKIBAカルチャーズ劇場 |                                                                     |
| 10月23日 | ハコイリ♡ムスメの定期便10月号 〜君と踊る、秋のパドドゥ〜                           | AKIBAカルチャーズ劇場 |                                                                     |
| 10月26日 | ハコイリ♡ムスメ水曜定期公演 〜少女たちの物語・片想い編〜                           | AKIBAカルチャーズ劇場 |                                                                     |
| 11月9日  | ハコイリ♡ムスメ水曜定期公演 〜少女たちの物語・ツンデレ編〜                         | AKIBAカルチャーズ劇場 |                                                                     |
| 11月12日 | ハコイリ♡ムスメの定期便11月号 〜君の隣で微笑む予感〜                               | AKIBAカルチャーズ劇場 |                                                                     |
| 11月23日 | ハコイリ♡ムスメ水曜定期公演 〜少女たちの物語・失恋編〜                             | AKIBAカルチャーズ劇場 |                                                                     |
| 12月21日 | ハコイリ♡ムスメ水曜定期公演 〜少女たちの物語・私たち、華の10代編〜                 | AKIBAカルチャーズ劇場 |                                                                     |
| 12月25日 | ハコイリ♡ムスメX'masライブ 〜聖なる"昼"に響く10の聖歌〜                            | AKIBAカルチャーズ劇場 | 昼夜2回公演（昼の部）。過去に披露した曲からアンケート上位10曲を披露 |
| 12月25日 | ハコイリ♡ムスメの定期便12月号 〜ありったけのありがとうを、君に。〜                 | AKIBAカルチャーズ劇場 | 昼夜2回公演（夜の部）                                               |

| 2017年                              | 2017年                                                                                             | 2017年                | 2017年                                                                                 |
| 公演日                              | 公演名                                                                                             | 会場                  | 備考                                                                                   |
| ----------------------------------- | -------------------------------------------------------------------------------------------------- | --------------------- | -------------------------------------------------------------------------------------- |
| 1月11・25日、2月8・22日、3月8・22日 | ハコイリ♡ムスメ水曜定期公演 〜ハコムスペナントレース・2017冬〜                                     | AKIBAカルチャーズ劇場 | 3月8日の公演は鉄戸が欠席のため、代役として新原聖生（さんみゅ〜）が井上とコンビを組んだ |
| 1月29日                             | ハコイリ♡ムスメの定期便1月号 〜ハコひよこと初微笑い（はつわらい）〜                                | AKIBAカルチャーズ劇場 |                                                                                        |
| 2月26日                             | ハコイリ♡ムスメの定期便2月号 〜キミに届け!ムスメたちの秘めた思い〜                                 | AKIBAカルチャーズ劇場 |                                                                                        |
| 3月25日                             | ハコイリ♡ムスメの定期便3月号 〜ムスメたちの新しい季節に向かって〜                                  | AKIBAカルチャーズ劇場 |                                                                                        |
| 4月3日                              | ハコイリ♡ムスメ月曜定期公演『Respect for ×××〜Season2〜』 Respect for CoCo公演                     | AKIBAカルチャーズ劇場 | カバー曲CD「君の歌、僕の歌」                                                           |
| 4月17日                             | ハコイリ♡ムスメ月曜定期公演『Respect for ×××〜Season2〜』 Respect for おニャン子クラブ公演         | AKIBAカルチャーズ劇場 | カバー曲CD「夏休みは終わらない」                                                       |
| 4月23日                             | ハコイリ♡ムスメの定期便4月号 〜陽春の花と旅のはじまり〜                                            | AKIBAカルチャーズ劇場 | 4期生3人加入、第四章開始                                                               |
| 5月1日                              | ハコイリ♡ムスメ月曜定期公演『Respect for ×××〜Season2〜』 Respect for 斉藤由貴公演                 | AKIBAカルチャーズ劇場 | カバー曲CD「少女時代」                                                                 |
| 5月15日                             | ハコイリ♡ムスメ月曜定期公演『Respect for ×××〜Season2〜』 Respect for おニャン子クラブ（ソロ）公演 | AKIBAカルチャーズ劇場 | カバー曲CD「ジェリービーンズのロマンス」                                               |
| 5月28日                             | ハコイリ♡ムスメの定期便5月号 〜初夏の陽光に輝くスイートピーとスターチス〜                          | AKIBAカルチャーズ劇場 | 神岡実希卒業公演                                                                       |
| 6月9日                              | ハコイリ♡ムスメ月曜定期公演『Respect for ×××〜Season2〜』 Respect for ribbon&Qlair公演             | AKIBAカルチャーズ劇場 | カバー曲CD「泣かないでエンジェル」                                                     |
| 6月18日                             | ハコイリ♡ムスメの定期便6月号 〜太陽が輝く一瞬をきみと待ちながら〜                                  | AKIBAカルチャーズ劇場 |                                                                                        |
| 6月19日                             | ハコイリ♡ムスメ月曜定期公演『Respect for ×××〜Season2〜』 Respect for チェキッ娘公演               | AKIBAカルチャーズ劇場 | カバー曲CD「ドタバタギャグの日曜日」                                                   |
| 7月7・21日、8月18日、9月1・15・29日 | ハコイリ♡ムスメ金曜定期公演〜ハコムス"夏オンナ"コンテスト2017〜                                    | AKIBAカルチャーズ劇場 |                                                                                        |
| 7月23日                             | ハコイリ♡ムスメ結成三周年記念LIVE〜せーの、ではじめよう!〜                                         | AKIBAカルチャーズ劇場 |                                                                                        |
| 8月20日                             | ハコイリ♡ムスメの定期便8月号 〜花火に向かって駆ける向日葵たち〜                                    | AKIBAカルチャーズ劇場 |                                                                                        |
| 9月17日                             | ハコイリ♡ムスメの定期便9月号 〜風船葛（ふうせんかずら）のように飛んでいけ私達の夢〜                | AKIBAカルチャーズ劇場 |                                                                                        |
| 10月11日                            | ハコイリ♡ムスメ水曜定期公演「カラフルボックス〜ハコムスをプロデュース〜」 我妻桃実プロデュース公演 | AKIBAカルチャーズ劇場 |                                                                                        |
| 10月15日                            | ハコイリ♡ムスメの定期便10月号 〜おとぎの国の少女たち〜                                             | AKIBAカルチャーズ劇場 |                                                                                        |
| 11月1日                             | ハコイリ♡ムスメ水曜定期公演「カラフルボックス〜ハコムスをプロデュース〜」 塩野虹プロデュース公演   | AKIBAカルチャーズ劇場 |                                                                                        |
| 11月19日                            | ハコイリ♡ムスメの定期便11月号 〜秋風に揺れるダリアのように〜                                       | AKIBAカルチャーズ劇場 |                                                                                        |
| 11月22日                            | ハコイリ♡ムスメ水曜定期公演「カラフルボックス〜ハコムスをプロデュース〜」 井上姫月プロデュース公演 | AKIBAカルチャーズ劇場 |                                                                                        |
| 12月13日                            | ハコイリ♡ムスメ水曜定期公演「カラフルボックス〜ハコムスをプロデュース〜」 寺島和花プロデュース公演 | AKIBAカルチャーズ劇場 |                                                                                        |
| 12月24日                            | ハコイリ♡ムスメX'masスペシャルLIVE〜天使の集う場所〜                                               | AKIBAカルチャーズ劇場 | 昼夜2回公演（昼の部）                                                                  |
| 12月24日                            | ハコイリ♡ムスメの定期便12月号 〜トキメキの向こう側へ〜                                             | AKIBAカルチャーズ劇場 | 昼夜2回公演（夜の部）                                                                  |
| 12月27日                            | ハコイリ♡ムスメ水曜定期公演「カラフルボックス〜ハコムスをプロデュース〜」 吉田万葉プロデュース公演 | AKIBAカルチャーズ劇場 |                                                                                        |

| 2018年          | 2018年 | 2018年                 | 2018年 |
| 公演日          | 公演名 | 会場                   | 備考 |
| --------------- | --- | ---------------------- | --- |
| 1月8日          | AKIBAスカウトライブ劇場                                                                                   | AKIBAカルチャーズ劇場  | |
| 1月10日         | 水曜定期公演 Season in the Box 〜ムスメたちが駆け抜けた季節〜 2016年春公演                                | AKIBAカルチャーズ劇場  | |
| 1月24日         | 水曜定期公演 Season in the Box 〜ムスメたちが駆け抜けた季節〜 2015年秋冬公演                              | AKIBAカルチャーズ劇場  | |
| 1月28日         | ハコイリ♡ムスメの定期便1月号 〜空から舞い降りる雪の結晶たち〜                                             | AKIBAカルチャーズ劇場  | |
| 2月7日          | 水曜定期公演 Season in the Box 〜ムスメたちが駆け抜けた季節〜 2015年夏公演                                | AKIBAカルチャーズ劇場  | |
| 2月17日         | ハコイリ♡ムスメの定期便2月号 〜伝えたい。この気持ち。〜                                                   | AKIBAカルチャーズ劇場  | |
| 2月21日         | 水曜定期公演 Season in the Box 〜ムスメたちが駆け抜けた季節〜 2015年春公演                                | AKIBAカルチャーズ劇場  | |
| 2月25日         | ハコイリ♡ムスメ『青春の音符たち』発売記念プレミアムライブツアー 〜Respect for チェキッ娘〜                | 六本木KENTO'S          | ゲスト：下川みくに、小林裕美 カバー曲CD「あたしの靴あなたの靴（鉄戸美桜&星里奈）」                                                               |
| 3月7日          | 水曜定期公演 Season in the Box〜 ムスメたちが駆け抜けた季節〜 2014年秋冬公演                              | AKIBAカルチャーズ劇場  | |
| 3月11日         | ハコイリ♡ムスメ『青春の音符たち』発売記念プレミアムライブツアー 〜Respect for CoCo〜                      | 新宿KENTO'S            | ゲスト：宮前真樹 カバー曲CD「Moonlight Express」                                                                                                 |
| 3月18日         | ハコイリ♡ムスメ『青春の音符たち』発売記念プレミアムライブツアー 〜Respect for おニャン子クラブ〜          | 横浜KENTO'S            | ゲスト：渡辺美奈代 カバー曲CD「Winterスプリング、Summerフォール」                                                                                |
| 3月21日         | 水曜定期公演 Season in the Box 〜ムスメたちが駆け抜けた季節〜 2014年夏公演                                | AKIBAカルチャーズ劇場  | 昼夜2回公演（昼の部） |
| 3月21日         | ハコイリ♡ムスメの定期便3月号 〜君に出会えてよかった〜                                                     | AKIBAカルチャーズ劇場  | 昼夜2回公演（夜の部） 鉄戸美桜卒業公演 |
| 4月2日          | 月曜定期公演〜ハコムスペナントレースNEXT〜 1970年代のアイドルソングカバー対決                             | AKIBAカルチャーズ劇場  | |
| 4月16日         | 月曜定期公演〜ハコムスペナントレースNEXT〜 1980年代のアイドルソングカバー対決                             | AKIBAカルチャーズ劇場  | |
| 4月22日         | ハコイリ♡ムスメの定期便4月号 〜春の夢に踊れば〜                                                           | AKIBAカルチャーズ劇場  | |
| 5月6日          | ハコイリ♡ムスメGW特別公演 〜あなたが聴きたいハコヒットテン〜                                              | AKIBAカルチャーズ劇場  | |
| 5月7日          | 月曜定期公演〜ハコムスペナントレースNEXT〜 1990年代のアイドルソングカバー対決                             | AKIBAカルチャーズ劇場  | |
| 5月19日         | ハコイリ♡ムスメの定期便5月号 〜エトワールを夢みて〜                                                       | AKIBAカルチャーズ劇場  | |
| 5月21日         | 月曜定期公演〜ハコムスペナントレースNEXT〜 2000年代のアイドルソングカバー対決                             | AKIBAカルチャーズ劇場  | 欠席となる戸羽の代役として清水ひまわり（マジカル・パンチライン）が阿部と、星の代役として鉄戸（シークレットゲスト、当日発表）が我妻とコンビを組む |
| 6月4日          | 月曜定期公演〜ハコムスペナントレースNEXT〜 2010年代のアイドルソングカバー対決                             | AKIBAカルチャーズ劇場  | |
| 6月18日         | 月曜定期公演〜ハコムスペナントレースNEXT〜 ユニットオリジナル曲発表回                                     | AKIBAカルチャーズ劇場  | |
| 6月24日         | ハコイリ♡ムスメの定期便6月号 〜きらめく夏を待ちわびて〜                                                   | AKIBAカルチャーズ劇場  | |
| 7月1日          | ハコムスペナントレース〜After Party〜                                                                     | AKIBAカルチャーズ劇場  | |
| 7月10日         | 火曜定期公演「Respect for おニャン子クラブ公演〜Season3〜」                                               | AKIBAカルチャーズ劇場  | カバー曲CD「いじわるねDarlin'」 |
| 7月29日         | ハコイリ♡ムスメ1stコンサート・カバー公演 〜青春の音符たち〜                                               | オルタナティブシアター | 昼夜2公演（昼の部） オープニングアクトとしてRYUTistが出演                                                                                        |
| 7月29日         | ハコイリ♡ムスメ1stコンサート・オリジナル公演 〜私たちの宝バコ〜                                           | オルタナティブシアター | 昼夜2公演（夜の部） 劇団ハコムスでは門前亜里がナレーションで出演                                                                                 |
| 8月5日          | 8月5日はハコの日!〜1stコンサート＆TIF2018お疲れ様会〜                                                     | AKIBAカルチャーズ劇場  | |
| 8月7日          | 火曜定期公演「Respect for アイドリング!!!公演〜Season3〜」                                                | AKIBAカルチャーズ劇場  | カバー曲CD「レモンドロップ」 |
| 8月14日         | 火曜定期公演「Respect for CoCo公演〜Season3〜」                                                           | AKIBAカルチャーズ劇場  | カバー曲CD「乙女のリハーサル」 |
| 8月19日         | ハコイリ♡ムスメの定期便8月号 〜真夏の太陽よりも煌めいて〜                                                 | TOKYO FM HALL          | |
| 8月21日         | 火曜定期公演「Respect for チェキッ娘公演〜Season3〜」                                                     | AKIBAカルチャーズ劇場  | カバー曲CD「抱きしめて」 |
| 9月4日          | 火曜定期公演「Respect for 斉藤由貴公演〜Season3〜」                                                       | AKIBAカルチャーズ劇場  | カバー曲CD「ストローハットの夏想い/AXIA〜かなしいことり〜（鉄戸ソロ）」」                                                                        |
| 9月9日          | ハコイリ♡ムスメORIGINAL SONGプレミアムライブ〜私たちの宝バコ〜                                            | 銀座KENTO'S            | カバー曲CD「渚でロ・マ・ン・ス/あの夏のリグレット」                                                                                              |
| 9月18日         | 火曜定期公演「Respect for Qlair公演〜Season3〜」                                                          | AKIBAカルチャーズ劇場  | カバー曲CD「お引越し」 |
| 9月30日         | ハコイリ♡ムスメの定期便9月号 〜夏の終わりのハーモニー〜                                                   | AKIBAカルチャーズ劇場  | 当初、9月定期公演（昼の部）・阿部かれん卒業公演（夜の部）の昼夜2公演の予定であったが、台風24号接近のため阿部かれん卒業公演は延期となった         |
| 9月30日 10月6日 | ハコイリ♡ムスメ阿部かれん卒業公演 〜愛しい君とあの日の約束〜                                              | AKIBAカルチャーズ劇場  | 当初、9月定期公演（昼の部）・阿部かれん卒業公演（夜の部）の昼夜2公演の予定であったが、台風24号接近のため阿部かれん卒業公演は延期となった         |
| 10月8日         | 1stアルバム『私たちの宝バコ』発売記念 〜QUEEN OF "HARDCORE" CHAMPIONSHIP〜 レモネード・キッス」編         | AKIBAカルチャーズ劇場  | |
| 10月15日        | 1stアルバム『私たちの宝バコ』発売記念 〜QUEEN OF "HARDCORE" CHAMPIONSHIP〜 「アンバランスなサマー」編     | AKIBAカルチャーズ劇場  | |
| 10月20日        | ハコイリ♡ムスメの定期便10月号 〜秋の夕陽に頬を染めて〜                                                    | AKIBAカルチャーズ劇場  | |
| 11月5日         | 1stアルバム『私たちの宝バコ』発売記念 〜QUEEN OF "HARDCORE" CHAMPIONSHIP〜 「夏に急かされて」編           | AKIBAカルチャーズ劇場  | |
| 11月12日        | 1stアルバム『私たちの宝バコ』発売記念 〜QUEEN OF "HARDCORE" CHAMPIONSHIP〜 「渚でロ・マ・ン・ス」編       | AKIBAカルチャーズ劇場  | |
| 11月24日        | ハコイリ♡ムスメの定期便11月号 〜恋という字を辞書で引いて〜                                                | AKIBAカルチャーズ劇場  | |
| 12月3日         | 1stアルバム『私たちの宝バコ』発売記念 〜QUEEN OF "HARDCORE" CHAMPIONSHIP〜 「微笑みと春のワンピース」編   | AKIBAカルチャーズ劇場  | |
| 12月24日        | 1stアルバム『私たちの宝バコ』発売記念 〜QUEEN OF "HARDCORE" CHAMPIONSHIP〜 「ハコいっぱいのプレゼント」編 | AKIBAカルチャーズ劇場  | |
| 12月30日        | ハコイリ♡ムスメの定期便12月号 〜THE END OF "攻めのハコムス2018"〜                                         | AKIBAカルチャーズ劇場  | |

| 2019年   | 2019年                                                                                             | 2019年                   | 2019年                     |
| 公演日   | 公演名                                                                                             | 会場                     | 備考                       |
| -------- | -------------------------------------------------------------------------------------------------- | ------------------------ | -------------------------- |
| 1月26日  | ハコイリ♡ムスメの定期便1月号 〜新春の空に笑顔の花が咲く〜                                          | AKIBAカルチャーズ劇場    |                            |
| 2月16日  | ハコイリ♡ムスメの定期便2月号 〜Enjoy&Teamwork!〜                                                   | AKIBAカルチャーズ劇場    |                            |
| 2月17日  | ハコイリ♡ムスメ週末定期公演2019冬 〜Winterスプリング、Summerフォール〜                             | ヤマハ銀座スタジオ       | テーマ「春」               |
| 2月24日  | ハコイリ♡ムスメ週末定期公演2019冬 〜Winterスプリング、Summerフォール〜                             | 富士フイルム西麻布ホール | テーマ「夏」               |
| 3月3日   | ハコイリ♡ムスメ週末定期公演2019冬 〜Winterスプリング、Summerフォール〜                             | 富士フイルム西麻布ホール | テーマ「秋」               |
| 3月17日  | ハコイリ♡ムスメ週末定期公演2019冬 〜Winterスプリング、Summerフォール〜                             | 富士フイルム西麻布ホール | テーマ「冬」               |
| 3月23日  | ハコイリ♡ムスメの定期便3月号 〜合言葉は「ごきげんよう」！〜                                        | AKIBAカルチャーズ劇場    | 星里奈卒業公演             |
| 4月7日   | ハコイリ♡ムスメ週末定期公演2019春 Road to ニッショーホール〜にょきにょきチャンピオン！〜           | 富士フイルム西麻布ホール | テーマ「ダンス」           |
| 4月20日  | ハコイリ♡ムスメの定期便4月号 〜鳴り響け！恋のロックンロール〜                                      | AKIBAカルチャーズ劇場    | 5期生加入                  |
| 4月28日  | ハコイリ♡ムスメ週末定期公演2019春 Road to ニッショーホール〜にょきにょきチャンピオン！〜           | 富士フイルム西麻布ホール | テーマ「声」               |
| 4月30日  | ハコイリ♡ムスメ戸羽望実14thバースデーライブ〜Welcome to Strawberry Fields〜                        | GINZA Lounge NEO         |                            |
| 5月4日   | ハコイリ♡ムスメGW特別公演〜あなたが聴きたいハコヒットテン！〜                                      | AKIBAカルチャーズ劇場    |                            |
| 5月12日  | ハコイリ♡ムスメ週末定期公演2019春 Road to ニッショーホール〜にょきにょきチャンピオン！〜           | 富士フイルム西麻布ホール | テーマ「表現力」           |
| 5月25日  | ハコイリ♡ムスメの定期便5月号 〜熾烈な恋のイス取りゲーム！〜                                        | AKIBAカルチャーズ劇場    |                            |
| 5月26日  | ハコイリ♡ムスメ週末定期公演2019春 Road to ニッショーホール〜にょきにょきチャンピオン！〜           | 富士フイルム西麻布ホール | テーマ「可愛さ」           |
| 6月8日   | ハコイリ♡ムスメ週末定期公演2019春 Road to ニッショーホール〜にょきにょきチャンピオン！〜           | 富士フイルム西麻布ホール | テーマ「パッション」       |
| 6月16日  | ハコイリ♡ムスメの定期便6月号 〜夏がまた来るッ！〜                                                  | AKIBAカルチャーズ劇場    |                            |
| 6月22日  | ハコイリ♡ムスメ週末定期公演2019春 Road to ニッショーホール〜にょきにょきチャンピオン！〜           | 富士フイルム西麻布ホール | テーマ「歌」               |
| 7月21日  | ハコイリ♡ムスメ週末定期公演2019夏 「Season in the Box〜ムスメたちが駆け抜けた季節〜」 2017春公演   | ヤマハ銀座スタジオ       |                            |
| 7月28日  | ハコイリ♡ムスメ 2ndコンサート 〜癒やしとやすらぎとトキメキの世界へ〜                               | ニッショーホール         |                            |
| 8月18日  | ハコイリ♡ムスメの定期便8月号 〜ニライカナイを目指して〜                                            | AKIBAカルチャーズ劇場    |                            |
| 8月24日  | ハコイリ♡ムスメ週末定期公演2019夏 「Season in the Box〜ムスメたちが駆け抜けた季節〜」 2016春公演   | 富士フイルム西麻布ホール |                            |
| 8月30日  | ハコイリ♡ムスメ寺島和花16thバースデーライブ 〜Enjoy Summer Party!〜                                | GINZA Lounge NEO         |                            |
| 8月31日  | ハコイリ♡ムスメ週末定期公演2019夏 「Season in the Box〜ムスメたちが駆け抜けた季節〜」 2015秋冬公演 | AKIBAカルチャーズ劇場    |                            |
| 9月8日   | ハコイリ♡ムスメ週末定期公演2019夏 「Season in the Box〜ムスメたちが駆け抜けた季節〜」 2015春公演   | ヤマハ銀座スタジオ       |                            |
| 9月13日  | ハコイリ♡ムスメ我妻桃実19thバースデーライブ 〜桃実は十九年箱五年〜                                 | GINZA Lounge NEO         |                            |
| 9月21日  | ハコイリ♡ムスメ週末定期公演2019夏 「Season in the Box〜ムスメたちが駆け抜けた季節〜」 2014秋冬公演 | Space emo池袋            |                            |
| 9月22日  | ハコイリ♡ムスメスペシャルライブ                                                                    | AKIBAカルチャーズ劇場    | 電子トレカ購入者限定       |
| 9月28日  | ハコイリ♡ムスメ週末定期公演2019夏 「Season in the Box〜ムスメたちが駆け抜けた季節〜」 2014夏公演   | 富士フイルム西麻布ホール |                            |
| 9月29日  | ハコイリ♡ムスメ我妻桃実卒業公演 〜君はアンブレラ・エンジェル〜                                     | AKIBAカルチャーズ劇場    |                            |
| 10月4日  | ハコイリ♡ムスメ塩野虹15thバースデーライブ 〜SMILE PRESENT FOR YOU〜                                | GINZA Lounge NEO         |                            |
| 10月5日  | ハコイリ♡ムスメ新章幕開けライブ〜秋を待ち伏せ〜                                                    | AKIBAカルチャーズ劇場    |                            |
| 10月20日 | ハコイリイリ♡ムスメ新人公演2019 〜君の歌、僕の歌〜                                                 | AKIBAカルチャーズ劇場    |                            |
| 10月22日 | ハコイリ♡ムスメ現体制終了ライブ 〜いつまでもずっとなかよし〜                                       | AKIBAカルチャーズ劇場    | 寺島和花・戸羽望実卒業公演 |

| 2020年          | 2020年                                                                | 2020年                            | 2020年 |
| 公演日          | 公演名                                                                | 会場                              | 備考 |
| --------------- | --------------------------------------------------------------------- | --------------------------------- | --- |
| 1月26日         | ハコイリ♡ムスメ山本花奈14thバースデーライブ〜神の妄想ワンダーランド〜 | 秋葉原ハンドレッドスクエア倶楽部  | |
| 1月26日         | ハコイリ♡ムスメ吉田万葉16thバースデーライブ〜妖精の住む森、梅花の宴〜 | 秋葉原ハンドレッドスクエア倶楽部  | |
| 4月11日 8月16日 | ハコイリ♡ムスメ「ハコイリ♡ムスメの定期便、最終章〜永遠の宝バコ〜」    | AKIBAカルチャーズ劇場 CLUB CITTA' | 一度は「ハコイリ♡ムスメの定期便、最終章〜永遠の宝バコ〜（前編）」として無観客公演、有料配信とすることを決定したが中止。改めてCLUB CITTA'で開催。 |

### 単独イベント
| 2014年   | 2014年                                    | 2014年                | 2014年                       |
| 公演日   | 公演名                                    | 会場                  | 備考                         |
| -------- | ----------------------------------------- | --------------------- | ---------------------------- |
| 9月7日   | ハコムス♡感謝祭〜夏の大反省会〜           | AKIBAカルチャーズ劇場 | ミキティー本物がMCとして出演 |
| 11月16日 | ハコイリ♡ムスメ秋のバスツアーinマザー牧場 | 東京駅〜マザー牧場    |                              |

| 2015年         | 2015年                                                                               | 2015年                                    | 2015年 |
| 公演日         | 公演名                                                                               | 会場                                      | 備考 |
| -------------- | ------------------------------------------------------------------------------------ | ----------------------------------------- | --- |
| 2月14日        | 第一回ハコムス・バレンタインチャレンジ 〜甘い言葉とチョコには、お気をつけあそばせ♡〜 | GOBLIN.千駄ヶ谷店                         | |
| 5月30日 - 31日 | ハコイリ♡ムスメ初夏のバスツアーin群馬                                                | 東京駅〜猿ヶ京温泉                        | |
| 6月28日        | 「微笑みと春のワンピース」MV披露イベント                                             | AKIBAカルチャーズ劇場                     | クラウドファンディング出資者限定                                                                                 |
| 7月31日        | ドキ♡浴衣だらけのハコムス納涼祭 〜流しそうめん始めますか?〜                          | AKIBAカルチャーズ劇場                     | |
| 8月5日         | キティちゃんと踊りたいっ♪ 〜夏休みのムスメたち〜                                     | サンリオピューロランド内 知恵の木ステージ | |
| 8月23日        | おおさきジャンボ肉まつりinたじり                                                     | 大崎市田尻総合体育館グラウンド            | |
| 9月23日        | ハコイリ♡ムスメ『夏に急かされて』MV完成披露イベント                                  | AKIBAカルチャーズ劇場                     | |
| 11月29日       | リリースイベント@大宮ステラタウン                                                    | バンダレコード大宮ステラタウン店          | |
| 12月12日       | 太陽のマルシェ@勝どき駅前イベント                                                    | 太陽のマルシェ（月島第二児童公園）        | 「チャンネル生回転TV Allザップ!」（BSスカパー!）「キッチンカー企画」でメンバーが考案したオリジナルたい焼きを販売 |
| 12月20日       | ハコイリ♡ムスメスペシャルX'masイベント                                               | AKIBAカルチャーズ劇場                     | クラウドファンディング出資者限定                                                                                 |
| 12月23日       | リリースイベント@ららぽーと海老名                                                    | ららぽーと海老名                          | |
| 12月25日       | リリースイベント@タワレコ横浜ビブレ店                                                | タワーレコード横浜ビブレ店                | |
| 12月26日       | リリースイベント@イオンモール土浦                                                    | イオンモール土浦                          | |
| 12月26日       | リリースイベント@タワレコ錦糸町店                                                    | タワーレコード錦糸町店                    | |

| 2016年            | 2016年 | 2016年                                      | 2016年                                             |
| 公演日            | 公演名 | 会場                                        | 備考                                               |
| ----------------- | --- | ------------------------------------------- | -------------------------------------------------- |
| 1月9日            | リリースイベント@アキバソフマップ1号店                                                                              | アキバソフマップ1号店                       | CD品切れのため、2016年1月24日にお渡し会を実施      |
| 1月10日           | リリースイベント@タワレコ汐留店                                                                                     | タワーレコードTOWERmini汐留店               |                                                    |
| 1月11日           | リリースイベント@イオン茅ヶ崎                                                                                       | バンダレコードイオン茅ヶ崎店                |                                                    |
| 1月16日           | リリースイベント@タワレコ渋谷店                                                                                     | タワーレコード渋谷店                        |                                                    |
| 1月23日           | リリースイベント@タワレコ川崎店                                                                                     | タワーレコード川崎店                        |                                                    |
| 1月31日           | リリースイベント@池袋・東武デパート屋上                                                                             | 東武百貨店池袋店8Fスカイデッキ広場          |                                                    |
| 2月11日           | ハコムスバレンタイン特別企画♡ファン感謝祭                                                                           | ミハマニューポートリゾート ニューポート広場 |                                                    |
| 2月28日           | ハコイリ♡ムスメ内山珠希presents真冬のLovePeaceWorld〜みんなでHawaiian party!〜                                      | ハワイアンレストラン（新宿）                |                                                    |
| 4月10日           | ハコムス野外音楽会〜空と、風と、ムスメたちと。〜 Vol.1                                                              | ミハマニューポートリゾート ニューポート広場 |                                                    |
| 5月1日            | 「ハコイリ♡ムスメのハコから出てもいいですか?」DVD発売&公開収録イベント                                              | AKIBAカルチャーズ劇場                       |                                                    |
| 5月4日            | ハコムス野外音楽会〜空と、風と、ムスメたちと。〜 Vol.2                                                              | 楽天地ビル1F 正面広場                       |                                                    |
| 6月4日            | ハコ♡ムス宝くじ抽選会（第2回）                                                                                      | Pigooスタジオ                               | 「ハコ♡ムス宝くじ」購入者から抽選                  |
| 6月5日            | ハコムス野外音楽会〜空と、風と、ムスメたちと。〜 Vol.3                                                              | 西武船橋店2Fカーニバル広場                  |                                                    |
| 6月12日           | ハコイリ♡ムスメ初夏のバスツアーin日光江戸村                                                                         | 東京駅〜日光江戸村                          |                                                    |
| 6月18日           | ハコ♡ムス宝くじライブ（第1回）                                                                                      | ニッポン放送 imagineスタジオ                | 「ハコ♡ムス宝くじ」ハコくじ賞当選者限定            |
| 7月17日           | ハコムス野外音楽会〜空と、風と、ムスメたちと。〜 Vol.4〜番外編・ハコムス納涼祭〜                                    | ミハマニューポートリゾート ニューポート広場 |                                                    |
| 8月20日           | ハコムス野外音楽会〜空と、風と、ムスメたちと。〜 Vol.5                                                              | Mr.MAX湘南藤沢ショッピングセンター          |                                                    |
| 9月4日            | ハコムス野外音楽会〜空と、風と、ムスメたちと。〜 Vol.6                                                              | 東京イースト21 イースト21プラザ             |                                                    |
| 10月2日           | ハコ♡ムス宝くじ抽選会（第2回）                                                                                      | Pigooスタジオ                               | 「ハコ♡ムス宝くじ」購入者から抽選                  |
| 10月9日           | ハコムス野外音楽会〜空と、風と、ムスメたちと。〜 Vol.7〜番外編・第一回ハコムススポーツ杯〜                          | ミハマニューポートリゾート ニューポート広場 |                                                    |
| 10月16日          | ハコ♡ムス宝くじライブ（第2回）                                                                                      | ニッポン放送 imagineスタジオ                | 「ハコ♡ムス宝くじ」ハコくじ賞当選者限定            |
| 10月29日          | 「ハコいっぱいのプレゼント」発売記念リリースイベント                                                                | タワーレコード錦糸町店                      |                                                    |
| 11月3日           | 「ハコいっぱいのプレゼント」発売記念リリースイベント                                                                | ららぽーと立川立飛2Fイベント広場ステージ    |                                                    |
| 11月6日           | ハコムス野外音楽会〜空と、風と、ムスメたちと。〜 vol.8〜○○の秋!!〜                                                  | 道の駅 みのりの郷東金                       |                                                    |
| 11月13・22・26日  | 「ハコいっぱいのプレゼント」発売記念リリースイベント                                                                | タワーレコード新宿店                        |                                                    |
| 11月19日          | 「ハコいっぱいのプレゼント」発売記念リリースイベント                                                                | 東武百貨店池袋店8Fスカイデッキ広場          |                                                    |
| 11月20日          | 「ハコいっぱいのプレゼント」発売記念リリースイベント                                                                | ららぽーと富士見1F屋外広場                  |                                                    |
| 11月23日          | 「ハコいっぱいのプレゼント」発売記念リリースイベント                                                                | 西武船橋店2Fカーニバル広場                  |                                                    |
| 11月24日          | 「ハコいっぱいのプレゼント」発売記念リリースイベント                                                                | HMVエソラ池袋                               |                                                    |
| 11月25日          | 「ハコいっぱいのプレゼント」発売記念リリースイベント                                                                | 渋谷マルイ屋上                              |                                                    |
| 11月27日          | 「ハコいっぱいのプレゼント」発売記念リリースイベント                                                                | トレッサ横浜南棟1Fイベント広場              |                                                    |
| 11月27日 12月10日 | 「ハコいっぱいのプレゼント」発売記念リリースイベント                                                                | ダイバーシティ東京 プラザフェスティバル広場 | 悪天候のため中止、延期                             |
| 12月11日          | ハコムス野外音楽会〜空と、風と、ムスメたちと。〜 Vol.9                                                              | 東京イースト21 イースト21プラザ             |                                                    |
| 12月20日          | 「ハコいっぱいのプレゼント」発売記念スペシャルライブ＆トークイベント 『ハコイリペンギンの、はじめのいっぽ。特別版』 | タワーレコード渋谷店B1F CUTUP STUDIO        | 南波一海のアイドル三十六房 番外編 鉄戸美桜は不参加 |

| 2017年          | 2017年                                                                   | 2017年                                                | 2017年                                                                                   |
| 公演日          | 公演名                                                                   | 会場                                                  | 備考                                                                                     |
| --------------- | ------------------------------------------------------------------------ | ----------------------------------------------------- | ---------------------------------------------------------------------------------------- |
| 1月9日          | ハコムス野外音楽会〜空と、風と、ムスメたちと。〜 Vol.10                  | ミハマニューポートリゾート ニューポート広場           |                                                                                          |
| 2月12日         | ハコムス野外音楽会〜空と、風と、ムスメたちと。〜Vol.11                   | 飯田橋セントラルプラザラムラ1F区境ホール              |                                                                                          |
| 3月12日         | ハコムス野外音楽会〜空と、風と、ムスメたちと。〜 Vol.12                  | モリシア津田沼2階外部デッキ                           |                                                                                          |
| 3月20日         | ハコイリ♡ムスメ特別公演『ハコムス成長記』〜里奈・万葉・姫月1歳の誕生日〜 | WALLOP放送局 3Fスタジオ WAROS                         |                                                                                          |
| 4月9日          | ラムラ春のわくわくまつり〜ハコムスプチ野外音楽会〜                       | 飯田橋セントラルプラザラムラみやこ橋                  |                                                                                          |
| 4月29日         | ハコムス野外音楽会〜空と、風と、ムスメたちと。〜 Vol.13                  | 飯田橋セントラルプラザラムラ1F区境ホール              |                                                                                          |
| 5月7日          | ハコ♡ムス宝くじ抽選会（第3回）                                           | WALLOP放送局 3FスタジオWAROS                          | 「ハコ♡ムス宝くじ」購入者から抽選                                                        |
| 5月14日         | 神岡実希presentsみんなで歌って踊っチャイナ！〜中華ムスメたちの宴〜       | 横浜中華街・中華料理店                                |                                                                                          |
| 5月21日         | ハコ♡ムス宝くじライブ（第3回）                                           | AKIBAカルチャーズ劇場                                 | 「ハコ♡ムス宝くじ」ハコくじ賞当選者限定                                                  |
| 6月4日          | ハコムス野外音楽会〜空と、風と、ムスメたちと。〜 Vol.14                  | 飯田橋セントラルプラザラムラ1F区境ホール              |                                                                                          |
| 7月17日         | ハコムス野外音楽会〜空と、風と、ムスメたちと。〜 Vol.15                  | 飯田橋セントラルプラザラムラみやこ橋                  |                                                                                          |
| 7月30日         | ハコムス野外音楽会〜番外編・ハコムス納涼祭2017〜                         | ミハマニューポートリゾート ニューポート広場           |                                                                                          |
| 9月3日          | ハコ♡ムス宝くじ抽選会（第4回）                                           | WALLOP放送局 3FスタジオWAROS                          | 「ハコ♡ムス宝くじ」購入者から抽選                                                        |
| 9月24日         | ハコムス野外音楽会〜空と、風と、ムスメたちと。〜 Vol.16                  | 飯田橋セントラルプラザラムラ1F区境ホール              | 衣装は「ハコ♡ムス宝くじ」当選者がコーディネイト                                          |
| 9月30日         | ハコ♡ムス宝くじライブ（第4回）                                           | AKIBAカルチャーズ劇場                                 | 「ハコ♡ムス宝くじ」ハコくじ賞当選者限定                                                  |
| 10月8日         | ハコムス野外音楽会番外編〜秋の招待状〜                                   | ミハマニューポートリゾート ニューポート広場           |                                                                                          |
| 10月21日 - 22日 | ハコイリ♡ムスメ秋のバスツアーin鴨川                                      | 東京駅〜鴨川シーワールド                              | 活動休止中の鉄戸・阿部が参加                                                             |
| 10月29日        | ハコムス野外音楽会〜空と、風と、ムスメたちと。〜 Vol.17                  | 飯田橋セントラルプラザラムラみやこ橋                  |                                                                                          |
| 11月4日         | 第55回千葉大祭                                                           | 千葉大学 ライフセンター前ストリートパフォーマンス会場 | 活動休止中の鉄戸が参加                                                                   |
| 11月25日        | ハコムス野外音楽会〜空と、風と、ムスメたちと。〜 Vol.18                  | 飯田橋セントラルプラザラムラみやこ橋                  |                                                                                          |
| 12月2日         | ハコムス野外音楽会 番外編                                                | 道の駅 みのりの郷東金                                 |                                                                                          |
| 12月17日        | ハコムス野外音楽会〜空と、風と、ムスメたちと。〜 Vol.19                  | 飯田橋セントラルプラザラムラ1F区境ホール              |                                                                                          |
| 12月25日 - 29日 | ハコムスカフェ                                                           | AKIBAカルチャーズ劇場                                 | 25日：我妻・鉄戸、26日：寺島・塩野、27日：我妻・鳥羽、28日：阿部・寺島、29日：井上・吉田 |

| 2018年         | 2018年 | 2018年                                                                                     | 2018年                                                                                            |
| 公演日         | 公演名 | 会場                                                                                       | 備考                                                                                              |
| -------------- | --- | ------------------------------------------------------------------------------------------ | ------------------------------------------------------------------------------------------------- |
| 1月7日         | ハコムス野外音楽会〜空と、風と、ムスメたちと。〜 Vol.20                                                                   | 飯田橋セントラルプラザラムラ1F区境ホール                                                   |                                                                                                   |
| 1月28日        | ハコイリ♡ムスメ@タワーレコード錦糸町店                                                                                    | タワーレコード錦糸町店                                                                     | 柳♡箱「ともだち」リリースイベント（ハコイリ♡ムスメ単独）                                          |
| 2月3日         | ハコムスインフル復活祭 | WALLOP放送局 3FスタジオWAROS                                                               | 2018年初頭に我妻・塩野以外の6人が相次いでインフルエンザで欠席したため歌えなかった楽曲を中心に披露 |
| 1月14日 2月4日 | ハコムス野外音楽会 番外編                                                                                                 | ミハマニューポートリゾート ニューポート広場                                                | 吉田・寺島がインフルエンザと判断されたため中止、延期。                                            |
| 2月11日        | ハコムス野外音楽会〜空と、風と、ムスメたちと。〜 Vol.21                                                                   | 飯田橋セントラルプラザラムラ1F区境ホール                                                   |                                                                                                   |
| 2月12日        | ハコイリ♡ムスメ「青春の音符たち〜Reapect for 80’s & 90’s〜」発売記念イベント                                              | ららぽーと新三郷                                                                           |                                                                                                   |
| 2月13日        | ハコイリ♡ムスメ「青春の音符たち〜Reapect for 80’s & 90’s〜」発売記念イベント                                              | ヴィーナスフォート教会広場                                                                 |                                                                                                   |
| 2月24日        | ハコイリ♡ムスメの親子歌謡祭                                                                                               | アーバンドック ららぽーと豊洲 シーサイドデッキメインステージ                               | 日本工学院コンサート・イベント科の学生による企画                                                  |
| 2月26日        | 「ハコイリ♡ムスメのAfter School 7 O'clock」公開生放送                                                                     | WALLOP放送局 3FスタジオWAROS                                                               | 阿部・鉄戸・我妻が出演 ゲスト：James Panda Jr.                                                    |
| 3月3日         | ハコムス野外音楽会〜空と、風と、ムスメたちと。〜 Vol.22                                                                   | 飯田橋セントラルプラザラムラ1F区境ホール                                                   |                                                                                                   |
| 3月10日        | ハコ♡ムス宝くじ抽選会（第5回）                                                                                            | WALLOP放送局 3FスタジオWAROS                                                               | 「ハコ♡ムス宝くじ」購入者から抽選                                                                 |
| 3月17日        | ハコイリ♡ムスメ鉄戸美桜卒業PARTY〜蒲鉾と泪と男と女〜                                                                      | GOBLIN.代官山                                                                              |                                                                                                   |
| 3月17日        | ハコ♡ムス宝くじライブ（第5回）                                                                                            | AKIBAカルチャーズ劇場                                                                      | 「ハコ♡ムス宝くじ」ハコくじ賞当選者限定                                                           |
| 3月19日        | ハコイリ♡ムスメ「青春の音符たち〜Reapect for 80’s & 90’s〜」発売記念イベントFINAL                                         | 東京ドームシティ ラクーアガーデンステージ                                                  |                                                                                                   |
| 4月7日         | ハコムス野外音楽会〜空と、風と、ムスメたちと。〜 Vol.23                                                                   | 飯田橋セントラルプラザラムラ1F区境ホール                                                   |                                                                                                   |
| 4月21日        | ハコイリ♡ムスメ「青春の音符たち」発売記念！新旧楽曲試聴会!!                                                               | 楽器cafe                                                                                   | 1部：我妻・吉田出演、2部：阿部・星出演                                                            |
| 4月23日        | 「ハコイリ♡ムスメのAfter School 7 O'clock Vol.1」公開生放送                                                               | WALLOP放送局 3FスタジオWAROS                                                               | 我妻・井上・寺島出演 ゲスト：細身のシャイボーイ                                                   |
| 5月5日         | 昭和アイドルアーカイブス【特別編】                                                                                        | 楽器カフェ                                                                                 | 我妻・塩野・戸羽出演                                                                              |
| 5月12日        | ハコムス野外音楽会〜空と、風と、ムスメたちと。〜 Vol.24                                                                   | 東京イースト21 イースト21プラザ                                                            |                                                                                                   |
| 5月28日        | 「ハコイリ♡ムスメのAfter School 7 O'clock Vol.2」公開生放送                                                               | WALLOP放送局 3FスタジオWAROS                                                               | 阿部・井上・塩野出演 ゲスト：細身のシャイボーイ                                                   |
| 6月11日        | 「ハコイリ♡ムスメのAfter School 7 O'clock Vol.3」公開生放送                                                               | WALLOP放送局 3FスタジオWAROS                                                               | 星・吉田・寺島出演 ゲスト：細身のシャイボーイ                                                     |
| 6月16日        | ハコムス野外音楽会〜空と、風と、ムスメたちと。〜 Vol.25                                                                   | 飯田橋セントラルプラザラムラ みやこ橋                                                      |                                                                                                   |
| 6月23日        | ハコイリ♡ムスメ『エトワールを夢みて』発売記念リリースイベント〜夏の初めの舞台目指して〜@新宿マルイメン屋上                | 新宿マルイメン屋上                                                                         |                                                                                                   |
| 6月30日        | ハコイリ♡ムスメ『エトワールを夢みて』発売記念リリースイベント〜横浜でアン・ドゥ・トロワ〜                                 | 横浜開港記念会館 講堂                                                                      |                                                                                                   |
| 7月1日         | ハコイリ♡ムスメ『エトワールを夢みて』発売記念リリースイベント〜夏の初めの舞台目指して〜@大宮ステラタウン                  | 大宮ステラタウン                                                                           |                                                                                                   |
| 7月7日         | ハコイリ♡ムスメ『エトワールを夢みて』発売記念リリースイベント〜夏の初めの舞台目指して〜@TSUTAYA IKEBUKURO AKビル店        | TSUTAYA IKEBUKURO AKビル店                                                                 |                                                                                                   |
| 7月12日        | ハコイリ♡ムスメ『エトワールを夢みて』発売記念リリースイベント〜夏の初めの舞台目指して〜@タワーレコード川崎店              | タワーレコード川崎店                                                                       |                                                                                                   |
| 7月13日        | ハコイリ♡ムスメ『エトワールを夢みて』発売記念リリースイベント〜夏の初めの舞台目指して〜@東京ソラマチ                      | 東京スカイツリータウン ツリービレッジ                                                      |                                                                                                   |
| 7月21日        | ハコイリ♡ムスメ『エトワールを夢みて』発売記念リリースイベント〜夏の初めの舞台目指して〜@タワーレコード新宿店              | タワーレコード新宿店                                                                       |                                                                                                   |
| 7月21日        | ハコイリ♡ムスメ『エトワールを夢みて』発売記念リリースイベント〜夏の初めの舞台目指して〜@三井アウトレットパーク 多摩南大沢 | 三井アウトレットパーク 多摩南大沢 ファクトリーアウトレット「B街区」 フェスティバルステージ |                                                                                                   |
| 7月22日        | ハコイリ♡ムスメ『エトワールを夢みて』発売記念リリースイベント〜夏の初めの舞台目指して〜@モリタウン                        | モリタウン MOVIX ガーデンステージ                                                          |                                                                                                   |
| 7月23日        | 「ハコイリ♡ムスメのAfter School 7 O'clock Vol.4」公開生放送                                                               | WALLOP放送局 3FスタジオWAROS                                                               | 我妻・阿部・塩野出演 ゲスト：細身のシャイボーイ                                                   |
| 8月11日        | シナモンと一緒だモンッ♪〜夏休みのムスメたち〜                                                                             | サンリオピューロランド                                                                     |                                                                                                   |
| 8月12日        | ハコムス野外音楽会〜空と、風と、ムスメたちと。〜 Vol.26&納涼夏祭り2018                                                    | ミハマニューポートリゾート ニューポート広場                                                |                                                                                                   |
| 8月27日        | 「ハコイリ♡ムスメのAfter School 7 O'clock Vol.5」公開生放送                                                               | WALLOP放送局 3FスタジオWAROS                                                               | 星・吉田・井上出演 ゲスト：細身のシャイボーイ                                                     |
| 9月1日         | 帰ってきたハコムスカフェ                                                                                                  | AKIBAカルチャーズ劇場                                                                      |                                                                                                   |
| 9月15日        | ハコムス野外音楽会in大阪〜SEASIDE SUMMER PARTY〜                                                                          | ATC 海辺のステージ                                                                         |                                                                                                   |
| 9月17日        | ハコイリムスメ初秋のバスツアーin那須                                                                                      | 東京駅〜那須りんどう湖 LAKE VIEW                                                           |                                                                                                   |
| 9月22日        | ハコムス野外音楽会〜空と、風と、ムスメたちと。〜 Vol.27                                                                   | 東京イースト21 イースト21プラザ                                                            |                                                                                                   |
| 9月23日        | ハコ♡ムス宝くじ抽選会（第6回）                                                                                            | WALLOP放送局 3FスタジオWAROS                                                               | 「ハコ♡ムス宝くじ」購入者から抽選                                                                 |
| 9月24日        | ハコイリ♡ムスメ1stコンサートDVD完成記念イベント                                                                           | AKIBAカルチャーズ劇場                                                                      | クラウドファンディング出資者限定                                                                  |
| 9月29日        | ハコ♡ムス宝くじライブ（第6回）                                                                                            | AKIBAカルチャーズ劇場                                                                      | 「ハコ♡ムス宝くじ」ハコくじ賞当選者限定                                                           |
| 10月22日       | 「ハコイリ♡ムスメのAfter School 7 O'clock Vol.6」公開生放送                                                               | WALLOP放送局 3FスタジオWAROS                                                               | 井上・塩野出演 ゲスト：細身のシャイボーイ                                                         |
| 10月28日       | ハコムス野外音楽会〜空と、風と、ムスメたちと。〜 Vol.28                                                                   | 飯田橋セントラルプラザラムラ みやこ橋                                                      |                                                                                                   |
| 11月23日       | ハコムス野外音楽会〜空と、風と、ムスメたちと。〜 Vol.29                                                                   | 飯田橋セントラルプラザラムラ みやこ橋                                                      |                                                                                                   |
| 11月25日       | 「ハコイリ♡ムスメのAfter School 7 O'clock Vol.7」公開生放送                                                               | WALLOP放送局 3FスタジオWAROS                                                               | 我妻・塩野出演 ゲスト：細身のシャイボーイ                                                         |
| 12月15日       | ハコムス野外音楽会in仙台                                                                                                  | 仙台駅前 EBeanS                                                                            | 2部はいぎなり東北産とコラボ                                                                       |
| 12月17日       | 「ハコイリ♡ムスメのAfter School 7 O'clock Vol.8」公開生放送                                                               | WALLOP放送局 3FスタジオWAROS                                                               | 我妻・井上・塩野出演 ゲスト：細身のシャイボーイ                                                   |
| 12月25日       | 『ハコイリ♡ムスメ1stアルバム〜私たちの宝バコ〜』リリースイベント                                                          | 東京ドームシティ ラクーアガーデンステージ                                                  |                                                                                                   |

| 2019年         | 2019年                                                                                             | 2019年                                    | 2019年                                                       |
| 公演日         | 公演名                                                                                             | 会場                                      | 備考                                                         |
| -------------- | -------------------------------------------------------------------------------------------------- | ----------------------------------------- | ------------------------------------------------------------ |
| 1月6日         | 『ハコイリ♡ムスメ1stアルバム〜私たちの宝バコ〜』発売記念イベント                                   | ヤマハ銀座スタジオ                        |                                                              |
| 1月14日        | 『ハコイリ♡ムスメ1stアルバム〜私たちの宝バコ〜』発売記念イベント〜渋谷に降る雪〜                   | HMV＆BOOKS SHIBUYA                        |                                                              |
| 1月20日        | 『ハコイリ♡ムスメ1stアルバム〜私たちの宝バコ〜』発売記念スペシャルライブ〜ソレイユみたいに輝いて〜 | としまえん それいゆ広場・それいゆステージ |                                                              |
| 1月27日        | ハコムス野外音楽会〜空と、風と、ムスメたちと。〜 Vol.30                                            | 飯田橋セントラルプラザラムラ みやこ橋     |                                                              |
| 1月28日        | 「ハコイリ♡ムスメのAfter School 7 O'clock Vol.9」公開生放送                                        | WALLOP放送局 3FスタジオWAROS              | 吉田・井上・寺島出演 ゲスト：細身のシャイボーイ              |
| 2月2日         | 『私たちの宝バコ』発売記念ライブ〜夕やけニャンニャン〜                                             | 秋葉原ソフマップ1号館 8階マップ劇場       |                                                              |
| 2月10日        | ハコムス野外音楽会〜空と、風と、ムスメたちと。〜 Vol.31                                            | 飯田橋セントラルプラザラムラ みやこ橋     |                                                              |
| 2月11日        | 『私たちの宝バコ』発売記念ライブ〜バレンタイン・キッス〜                                           | Space emo 池袋                            |                                                              |
| 2月22日 - 23日 | ハコイリ♡ムスメ 常夏バスツアー in ハワイアンズ                                                     | 東京駅〜スパリゾートハワイアンズ          |                                                              |
| 2月25日        | 「ハコイリ♡ムスメのAfter School 7 O'clock Vol.10」公開生放送                                       | WALLOP放送局 3FスタジオWAROS              | 我妻・吉田・寺島出演 ゲスト：細身のシャイボーイ              |
| 3月2日         | ハコイリ♡ムスメ1stアルバム「私たちの宝バコ」発売記念ライブ〜よこはま・たそがれ〜                   | 横浜ワールドポーターズ2階 特設会場        |                                                              |
| 3月10日        | ハコムス野外音楽会〜空と、風と、ムスメたちと。〜 Vol.31※                                           | 飯田橋セントラルプラザラムラ みやこ橋     | ※番号重複                                                    |
| 3月16日        | ハコイリ♡ムスメ3期スペシャルPARTY〜不思議の国の3期〜                                               | アイデアの城「アリスのホワイトルーム」    | 3期メンバー出演                                              |
| 3月25日        | ハコイリ♡ムスメのAfter School 7 O'clock 最終回」公開生放送                                         | WALLOP放送局 3FスタジオWAROS              | 我妻・吉田・井上・寺島・塩野出演 ゲスト：細身のシャイボーイ  |
| 3月31日        | ハコイリ♡ムスメ1stアルバム「私たちの宝バコ」発売記念ライブFINAL〜ハコいっぱいの宝物〜              | 大宮ステラタウン                          |                                                              |
| 4月14日        | ハコムス野外音楽会〜空と、風と、ムスメたちと。〜 Vol.32                                            | 飯田橋セントラルプラザラムラ みやこ橋     |                                                              |
| 5月5日         | 4期2周年イベント                                                                                   | 千葉ポートパーク                          |                                                              |
| 5月6日         | ハコムス野外音楽会〜空と、風と、ムスメたちと。〜GW特別編                                           | ミハマニューポートリゾート                |                                                              |
| 5月19日        | ハコムス野外音楽会〜空と、風と、ムスメたちと。〜 Vol.34                                            | 飯田橋セントラルプラザラムラ みやこ橋     |                                                              |
| 6月9日         | ハコムス野外音楽会〜空と、風と、ムスメたちと。〜 Vol.35                                            | 東急プラザ蒲田 屋上 かまたえん            |                                                              |
| 7月7日         | ハコムス野外音楽会〜空と、風と、ムスメたちと。〜 Vol.36                                            | 東急プラザ蒲田 屋上 かまたえん            |                                                              |
| 7月15日        | ハコムス野外音楽会in沖縄                                                                           | 北谷町・安良波公園野外ステージ            | 2部はスターダスト沖縄営業所ガールズとコラボ                  |
| 7月20日        | 井上姫月さん&塩野虹さん「Chu→Boh vol.92」発売記念サイン・チェキ会                                  | 書泉グランデ7F                            |                                                              |
| 8月11日        | ハコムス野外音楽会〜空と、風と、ムスメたちと。〜 Vol.37                                            | 東急プラザ蒲田 屋上 かまたえん            |                                                              |
| 9月1日         | ハコイリ♡ムスメ1st写真集「ニライカナイ」発売記念イベント                                           | AKIBAカルチャーズ劇場                     | クラウドファンディング出資者限定                             |
| 9月7日         | ハコムス野外音楽会番外編「ミハマ納涼祭〜我妻桃実卒業スペシャル～」                                 | ミハマニューポートリゾート                |                                                              |
| 9月8日         | ハコイリ♡ムスメ1st写真集「ニライカナイ」発売記念イベント                                           | 書泉ブックタワー9F                        |                                                              |
| 9月15日        | ハコイリ♡ムスメBIGLOVEバスツアーinハワイ                                                           | 東京駅〜スパリゾートハワイアンズ          |                                                              |
| 9月16日        | ハコイリ♡ムスメ1st写真集「ニライカナイ」発売記念イベント                                           | TOWERminiダイバーシティ東京プラザ店       |                                                              |
| 9月21 - 30日   | 1st写真集発売＆我妻桃実卒業記念 ハコイリ♡ムスメ「ニライカナイ」写真展                              | WONDER PHOTO SHOP 2F                      | 9月21日には来店イベントを行った                              |
| 9月22日        | ハコイリ♡ムスメ1st写真集「ニライカナイ」発売記念イベント                                           | 書泉グランデ7F                            |                                                              |
| 10月6日        | ハコムス野外音楽会〜空と、風と、ムスメたちと。〜 Vol.38                                            | 飯田橋セントラルプラザラムラ みやこ橋     |                                                              |
| 9月22日        | ハコイリ♡ムスメ1st写真集「ニライカナイ」発売記念イベントFINAL                                      | 書泉ブックタワー9F                        |                                                              |
| 10月19日       | ハコイリ♡ムスメpresents秋の大運動会                                                                | 千葉県内体育館                            |                                                              |
| 12月1・3日     | 80年代カフェ『青春くりぃむそ〜だ』                                                                 | 秋葉原ホワイトエレファント                | 吉田・依田（1日のみ）・山本（3日のみ）が夜の部イベントに出演 |

### 共演イベント
| 2014年   | 2014年                                                                      | 2014年                                   | 2014年                                                                                     |
| 公演日   | 公演名                                                                      | 会場                                     | 備考                                                                                       |
| -------- | --------------------------------------------------------------------------- | ---------------------------------------- | ------------------------------------------------------------------------------------------ |
| 8月31日  | @JAM EXPO 2014                                                              | 横浜アリーナ                             | トークステージ（「出張! AKIBAカルチャーズ劇場〜アイドルはまだまだ面白くなる!〜」）のみ出演 |
| 9月13日  | デビュー直前アイドル5組新人公演同窓会 〜夏休みの成果発表会〜                | AKIBAカルチャーズ劇場                    |                                                                                            |
| 9月27日  | 「アイドル甲子園 in 赤坂BLITZ」 supported by 生メール                       | 赤坂BLITZ                                |                                                                                            |
| 10月13日 | 秋フェス2014秋                                                              | AKIBAカルチャーズ劇場 ・ベルサール秋葉原 |                                                                                            |
| 10月29日 | GIRL’S NATURAL LIVE2014 Autumn                                              | AKIBAカルチャーズ劇場                    |                                                                                            |
| 11月23日 | アイドルプラネット プレミアムLIVE 〜アイドル歌合戦〜                        | Zepp DiverCity (TOKYO)                   |                                                                                            |
| 12月27日 | TIARA IMPACT Vol.3                                                          | 品川ステラボール                         |                                                                                            |
| 12月29日 | アイドルネッサンス×ハコイリ♡ムスメ 『ハコから生まれたライバルネッサンス!!』 | AKIBAカルチャーズ劇場                    | アイドルネッサンスと共演                                                                   |

| 2015年                                     | 2015年                                                                                    | 2015年                                                           | 2015年                                                                      |
| 公演日                                     | 公演名                                                                                    | 会場                                                             | 備考                                                                        |
| ------------------------------------------ | ----------------------------------------------------------------------------------------- | ---------------------------------------------------------------- | --------------------------------------------------------------------------- |
| 1月7日                                     | 南波一海のアイドル三十六房 『2015新春スペシャル』                                         | タワーレコード渋谷店 B1F CUTUP STUDIO                            |                                                                             |
| 1月14日                                    | GIRL'S NATURAL LIVE ハコイリ♡ムスメ×mImi                                                  | AKIBAカルチャーズ劇場                                            | mImiと共演                                                                  |
| 1月24日                                    | 「アイドル甲子園 in 赤坂BLITZ」 supported by 生メール                                     | 赤坂BLITZ                                                        |                                                                             |
| 1月24日                                    | ホップ!ステップ!アイドルプラネット 〜アイドル歌合戦2〜 NIGHT                              | DUO MUSIC EXCHANGE                                               |                                                                             |
| 2月1日                                     | Happy Jam in OSAKA vol.19                                                                 | 関西テレビ放送 なんでもアリーナ                                  |                                                                             |
| 2月8日                                     | @JAM NEXT Vol.15 〜ドキドキ!? 恋のバレンタインパーティー〜                                | AKIBAカルチャーズ劇場                                            | はっちゃけ隊、PiiiiiiiNと共演                                               |
| 3月1日                                     | 「第4回アイドル横丁祭!!」中学生うた姫決定戦                                               | 新宿BLAZE                                                        |                                                                             |
| 3月15日                                    | Kawaiian TV LIVE 1部                                                                      | スタジオアルタ                                                   |                                                                             |
| 4月1・15日・29日、5月13・27日、6月10・24日 | アイドル専門チャンネルPigoo×AKIBAカルチャーズ劇場presents 「FUTURE GENERATION TRIO LIVE」 | AKIBAカルチャーズ劇場                                            | 東京ロケッツ、オーガニック（本物）と共演                                    |
| 4月14日                                    | ホップ!ステップ!アイドルプラネット〜アイドル歌合戦3〜                                     | DUO MUSIC EXCHANGE                                               |                                                                             |
| 4月26日                                    | 〜BMKお客様感謝〜ほくそう春まつり                                                         | 千葉ニュータウン中央駅前自由通路、同駅コンコース、ロータリー広場 | LinQ、lyrical schoolと共演                                                  |
| 4月28日                                    | Food Nations〜肉フェス〜TOKYO 2015 春                                                     | 駒沢オリンピック公園 中央広場                                    |                                                                             |
| 4月29日                                    | ヤンヤン歌うステージ 昭和の日SP!!                                                         | TSUTAYA O-Crest                                                  |                                                                             |
| 5月3日                                     | NAGOYA IDOL EXPO 2015 〜2nd STAGE                                                         | Zepp Nagoya                                                      |                                                                             |
| 6月14日                                    | アイドル歌合戦!!2015 supported by ドルシエ                                                | TOKYO FM HALL                                                    |                                                                             |
| 6月20日                                    | TOKYO PRINCESS GIG! Vol.1                                                                 | AKIBAカルチャーズ劇場                                            | Negicco、lyrical schoolと共演（オープニングアクト）                         |
| 7月11日                                    | TOKYO IDOL PROJECT LIVE TIF2015メインステージ争奪LIVE!!                                   | AKIBAカルチャーズ劇場                                            | 投票（会場+ニコニコ生放送アンケート）の合計で2位（1位はアイドルネッサンス） |
| 8月1・2日                                  | TOKYO IDOL FESTIVAL 2015                                                                  | お台場・青海エリア                                               |                                                                             |
| 8月8日                                     | アイドル甲子園FESTIVAL2015 〜Eve Stage!!〜 supported by 生メール                          | 赤坂BLITZ                                                        |                                                                             |
| 8月8日                                     | 大島ウルトラフェス IN JAPAN 〜2015summer〜（2部）                                         | AKIBAカルチャーズ劇場                                            | X21、prediaと共演                                                           |
| 8月9日                                     | アイドル甲子園FESTIVAL2015 supported by 生メール                                          | 新木場STUDIO COAST                                               |                                                                             |
| 8月10日                                    | アイドル甲子園FESTIVAL2015 〜After Stage!!〜 supported by 生メール                        | 赤坂BLITZ                                                        |                                                                             |
| 8月12日                                    | 新星堂inアキバアカデミアサマー2015                                                        | 富士ソフト アキバプラザ                                          |                                                                             |
| 8月28日                                    | AKINO LEE a.k.a.李維 自作自演の生誕祭 Vol.??                                              | 秋葉原CLUB GOODMAN                                               |                                                                             |
| 8月29日                                    | @JAM EXPO 2015                                                                            | 横浜アリーナ                                                     |                                                                             |
| 9月5日                                     | TOKYO IDOL PROJECT LIVE curated by lyrical school ayaka                                   | ニコファーレ                                                     | lyrical school、武藤彩未と共演                                              |
| 9月19日                                    | TOKYO PRINCESS GIG!（昼の部）                                                             | AKIBAカルチャーズ劇場                                            | さんみゅ〜と共演                                                            |
| 9月21日                                    | AKIBAカルチャーズ劇場2周年お祝い                                                          | AKIBAカルチャーズ劇場                                            |                                                                             |
| 9月22日                                    | アイドル甲子園 in 赤坂BLITZ supported by 生メール                                         | 赤坂BLITZ                                                        |                                                                             |
| 9月27日                                    | アイドルプラネットプレミアムLIVE 2015                                                     | Zepp DiverCity (TOKYO)                                           |                                                                             |
| 10月10日                                   | THE LIVE SPECIAL 秋の陣                                                                   | 新宿BLAZE                                                        |                                                                             |
| 10月24日                                   | アイドル甲子園 in 心斎橋SUN HALL                                                          | 心斎橋SUN HALL                                                   |                                                                             |
| 10月25日                                   | アイドル甲子園 in BIG CAT                                                                 | BIG CAT                                                          |                                                                             |
| 11月8日                                    | Girls-POP-JAPAN powered by TOKYO IDOL PROJECT & Happy Jam                                 | ニコファーレ                                                     |                                                                             |
| 11月8日                                    | アイドル甲子園 in shibuya WWW                                                             | 渋谷WWW                                                          |                                                                             |
| 11月15日                                   | 寄居町ふるさと祭典市アイドルライブ                                                        | 寄居町市街地通り                                                 |                                                                             |
| 11月15日                                   | IDOLidge Carnival-アイドリッジカーニバル-                                                 | TSUTAYA O-EAST                                                   |                                                                             |
| 11月18日                                   | Bar二丁ハロへようこそ第2回                                                                | AKIBAカルチャーズ劇場                                            | 二丁ハロ、オーガニック（本物）と共演                                        |
| 11月29日                                   | TOKYO PRINCESS GIG!（昼の部）                                                             | AKIBAカルチャーズ劇場                                            | 神宿、わーすたと共演（オープニングアクト）                                  |
| 12月13日                                   | @JAM NEXT Vol.24 〜先取り!クリスマススペシャル!!〜                                        | AKIBAカルチャーズ劇場                                            | elfin'、虹のコンキスタドール、FES☆TIVEと共演                                |
| 12月20日                                   | Mihama Music Jack!! ライブvol.102                                                         | ミハマニューポートリゾート ニューポート広場                      |                                                                             |
| 12月27日                                   | 1ami9LIVE!                                                                                | TOKYO FM HALL                                                    | sora tob sakana、Ange☆Reve、大阪☆春夏秋冬と共演                             |
| 12月30日                                   | アイドル甲子園 in 新宿BLAZE                                                               | 新宿BLAZE                                                        |                                                                             |

| 2016年            | 2016年                                                                          | 2016年                                    | 2016年 |
| 公演日            | 公演名                                                                          | 会場                                      | 備考 |
| ----------------- | ------------------------------------------------------------------------------- | ----------------------------------------- | --- |
| 1月3日            | SiAM&POPTUNe初主催ライブ 〜シャム猫団のサーカスツアー初日〜                     | TSUTAYA O-EAST                            | SiAM&POPTUNe、さんみゅ〜、愛乙女★DOLLと共演 |
| 1月30日           | TOKYO PRINCESS GIG♪                                                             | AKIBAカルチャーズ劇場                     | 1部：バクステ外神田一丁目、赤マルダッシュ☆と共演 2部：Dorothy Little Happy、寺嶋由芙、elfin'と共演                                                                                              |
| 2月14日           | ニッポン放送 presents バレンタイン・デー LIVE                                   | ニッポン放送 imagineスタジオ              | |
| 2月21日           | IDOL Pop’n Party Vol.1                                                          | TOKYO FM HALL                             | |
| 3月6日            | 東京イースト21春のアイドルまつり                                                | 東京イースト21 イースト21プラザ1F特設会場 | |
| 3月13日           | アイドル甲子園 in 渋谷VISION                                                    | 渋谷VISION                                | |
| 3月26日           | TOKYO PRINCESS GIG♪                                                             | AKIBAカルチャーズ劇場                     | 昼の部：さんみゅ〜、sora tob sakana、二丁ハロと共演 夜の部：さんみゅ〜、STARMARIE、ベースボールガールズと共演                                                                                   |
| 3月27日           | THE LIVE SPECIAL Vol.2（1部）                                                   | 新宿BLAZE                                 | |
| 4月17日           | 「MUSIC LINE」supported by アイドル甲子園                                       | 赤坂BLITZ                                 | |
| 4月17日           | ニッポン放送 presents IDOL Pop'n Party vol.3                                    | ニッポン放送 imazineスタジオ              | |
| 4月24日           | IDOL Pop'n Party vol.4 night                                                    | TOKYO FM HALL                             | |
| 4月29日・5月5日   | 肉フェスTOKYO 2016 春                                                           | お台場シンボルプロムナード公園 夢の広場   | |
| 5月3日            | ミュージックパーク2016                                                          | 日比谷公園                                | |
| 5月5日            | 男の子になんか負けないんだもん!!!                                               | TOKYO FM HALL                             | |
| 5月8日            | アイドル甲子園 in 新宿BLAZE                                                     | 新宿BLAZE                                 | |
| 5月28日           | アイドル魂 なだれ坂ロック!ライブVol.1（1部・2部）                               | AKIBAカルチャーズ劇場                     | MC：金子理江・黒宮れい（LADYBABY）、ミキティー本物 生ハムと焼うどんと共演 |
| 5月29日           | LIVE SHOW CASE vol.3                                                            | 新宿BLAZE                                 | |
| 6月13日           | 中野ロープウェイ開店7周年記念ライブ! 初日                                       | 新宿ロフト                                | |
| 6月24日           | さんみゅ〜LIVE 2016 Monthly Series LIVE PARADE「純白歌合戦#2」                  | 渋谷WWW                                   | さんみゅ〜、渡辺美奈代と共演 |
| 6月26日           | 夏江紘実 タメドラフェス!♯002                                                    | TSUTAYA O-Nest                            | |
| 6月26日           | アイドル甲子園 in 新木場STUDIO COAST                                            | 新木場STUDIO COAST                        | |
| 7月16日           | ニッポン放送presents ミュージックパーク〜Girls ＆ Music Theater Vol.2〜         | 新宿ReNY                                  | |
| 7月18日           | 納涼野外ライブ in 東京イースト21                                                | 東京イースト21 イースト21プラザ1F特設会場 | |
| 7月30日           | アイドル魂 なだれ坂ロック!ライブVol.2（1部・2部）                               | AKIBAカルチャーズ劇場                     | （1部）MC：金子理江、黒宮れい、ミキティー本物。AIS、椎名ぴかりんと共演 （2部）MC：金子理江・黒宮れい・キクチウソツカナイ。大阪☆春夏秋冬、おやすみホログラム、Party Rockets GTと共演             |
| 7月31日           | 神LIVE Vol.14                                                                   | 東京キネマ倶楽部                          | |
| 8月5・6日         | TOKYO IDOL FESTIVAL 2016                                                        | お台場・青海エリア                        | |
| 8月8日            | タワーレコード新レーベル“PENGUIN DISC”お披露目イベント@タワーレコード新宿店     | タワーレコード新宿店                      | Peach sugar snow、RYUTistと共演 |
| 8月13日           | アイドル甲子園SUMMER FESTIVAL2016 in 新木場STUDIO COAST                         | 新木場STUDIO COAST                        | |
| 8月13日           | ミュージックパークmini Vol.3                                                    | ニッポン放送 imazineスタジオ              | |
| 8月19日           | 夏クル×上野優華 定期公演 番外編 Colorful Days Summer SP!!! 〜真夏の船上ライブ〜 | 横浜港クルージング                        | 上野優華、Dorothy Little Happyと共演 |
| 8月21日           | GIRLS VISION                                                                    | SHIBUYA CLUB QUATTRO                      | |
| 8月27日           | AKINO LEE & バクレスターゲッツ presents「TARGET02」                             | 秋葉原CLUB GOODMAN                        | |
| 9月3日            | PENGUIN DISC presents「ハコイリ♡ムスメ×RYUTist」新潟公演                        | LIVE HOUSE柳都SHOW!CASE!!                 | RYUTistと共演 |
| 9月18日           | IDOL Pop’n Party Vol.11                                                         | TOKYO FM HALL                             | |
| 9月19日           | アイドル甲子園 in SHINJUKU                                                      | 新宿BLAZE                                 | |
| 9月22日           | 第3回 UTB NIGHT                                                                 | 恵比寿LIQUIDROOM                          | |
| 9月22日           | アイドル魂 なだれ坂ロック!ライブVol.3（2部）                                    | AKIBAカルチャーズ劇場                     | lyrical schoolと共演 |
| 9月24・25日       | @JAM×ナタリー EXPO 2016                                                         | 幕張メッセ                                | |
| 10月2日           | 大森まち活フェスティバル                                                        | JR大森駅東口ロータリー広場                | |
| 10月10日          | ふなばしミートフェスタ&ボンバイエ2016                                           | 西武船橋店2階カーニバル広場               | |
| 10月18日          | 吉田豪×南波一海の"このアイドルが見たい" 2016秋                                  | 渋谷LOFT9                                 | トークライブ。鉄戸・神岡・阿部出演 |
| 10月29日・11月5日 | 東京ラーメンショー2016 アイドルフェスティバル                                   | 駒沢オリンピック公園 中央広場             | |
| 11月13日          | 寄居町ふるさと祭典市                                                            | 寄居町市街地通り                          | |
| 11月22日          | 第2回ナカGフェス                                                                | 新宿ReNY                                  | オープニングアクト アイドルネッサンス、こぶしファクトリー、RYUTistと共演 |
| 11月26日          | アイドル魂 なだれ坂ロック!ライブVol.4（2部）                                    | AKIBAカルチャーズ劇場                     | MC：ミキティー本物、佐藤優香（フラップガールズスクール）、南波一海によるトークライブ 山木梨沙・小関舞（カントリー・ガールズ）、鹿目凛・水沢心愛 From ベボガ!（虹のコンキスタドール黄組） と共演 |
| 12月17日          | ミュージックパークmini Vol.8                                                    | ニッポン放送imazineスタジオ               | 昼の部 |
| 12月17日          | ミュージックパークmini Vol.9                                                    | ニッポン放送imazineスタジオ               | 夜の部 |
| 12月24日          | アイドル甲子園 in 恵比寿CreAto                                                  | 恵比寿CreAto                              | |
| 12月27日          | 夜明けの月と煙 vol.5                                                            | 青山月見ル君想フ                          | Maison book girl、オワリカラと共演 |
| 12月29日          | PENGUIN DISC presents「ハコイリ♡ムスメ×RYUTist」東京公演                        | AKIBAカルチャーズ劇場                     | RYUTistと共演 |

| 2017年       | 2017年                                                                         | 2017年                                                | 2017年 |
| 公演日       | 公演名                                                                         | 会場                                                  | 備考 |
| ------------ | ------------------------------------------------------------------------------ | ----------------------------------------------------- | --- |
| 1月3日       | アイドル甲子園2017 in 赤坂BLITZ                                                | 赤坂BLITZ                                             | |
| 1月8日       | @JAM PARTY vol.10                                                              | AKIBAカルチャーズ劇場                                 | |
| 1月15日      | アイドルのすゝめ〜新春スペシャル〜（2部）                                      | 新宿MARZ                                              | |
| 1月15日      | NEO Fes!!! presented by Top Yell                                               | 渋谷CLUB QUATTRO                                      | |
| 1月22日      | TOWER RECORDS presents ザ・感謝祭2017新春                                      | 品川ステラボール                                      | タワーレコードが運営する5つのレーベルによる合同イベント。 PENGUIN DISCとして出演。 |
| 2月4日       | アイドル魂 なだれ坂ロック!× THE LIVE SPECIAL Vol.4（1・2部）                   | 新宿BLAZE                                             | |
| 2月5日       | "IDOLidge FESTIVAL"×Glad 7th Anniversary supported by フリージアとショコラ2017 | club asia（第1部） duo MUSIC EXCHANGE（第1部・第3部） | |
| 2月17日      | キラキラ☆ギュウ農フェス                                                        | 渋谷WWW X                                             | |
| 2月25日      | アイドル甲子園 in 新宿BLAZE                                                    | 新宿BLAZE                                             | |
| 3月5日       | 東京イースト21"春のアイドルまつり"                                             | 東京イースト21 イースト21プラザ                       | |
| 3月12日      | Kindergarten-寺田珠乃生誕祭-                                                   | 新宿MARZ                                              | |
| 3月26日      | ニッポン放送presents ミュージックパーク〜Girls＆Music Theater Vol.6〜          | 渋谷DUO MUSIC EXCHANGE                                | ハコムス&スターチス・モモミーキ出演 |
| 4月2日       | アイドル甲子園SPRING FESTIVAL2017                                              | 新木場STUDIO COAST                                    | ハコムス&スターチス・モモミーキ出演 |
| 4月7日       | がーるずジェネレーション!! Vol.6                                               | HOLIDAY SHINJUKU                                      | |
| 4月10日      | 昭和アイドルアーカイブス vol.8                                                 | 楽器カフェ                                            | 神岡・我妻出演 |
| 4月14日      | 私たち、正統派。 vol.1                                                         | duo MUSIC EXCHANGE                                    | |
| 5月3日       | ハコイリ♡ムスメの野外音楽会番外編〜お友達呼んじゃいました!〜                   | ミハマニューポートリゾート ニューポート広場           | Fullfull☆Pocketと共演 |
| 5月4日       | ギュウ農フェス 春のSP                                                          | 新木場STUDIO COAST                                    | |
| 5月5日       | TOKYO GIRLS MIX                                                                | 渋谷WWW X                                             | |
| 5月7日       | palet presents 「Mix Colors」 Vol.4                                            | TSUTAYA O-nest                                        | palet、天晴れ!原宿と共演 |
| 5月22日      | 上野優華 マンスリー公演『Colorful Days』Vol.5                                  | AKIBAカルチャーズ劇場                                 | 上野優華と共演 |
| 5月27日      | アイドル甲子園 in 赤坂BLITZ                                                    | 赤坂BLITZ                                             | |
| 6月3日       | 備えあれば大丈夫!アイドルと防災を学ぼう!                                       | TSUTAYA O-Crest                                       | |
| 6月10日      | WIP新入生大歓迎祭                                                              | 原宿アストロホール                                    | |
| 6月21日      | 中野ロープウェイ開店8周年記念ライブ! 初日                                      | 新宿LOFT                                              | |
| 6月26日      | 昭和アイドルアーカイブス スペシャル                                            | 東京カルチャーカルチャー                              | |
| 7月8日       | 昭和アイドルアーカイブスpresents Respect for 渡辺美奈代                        | AKIBAカルチャーズ劇場                                 | 渡辺美奈代、さんみゅ〜と共演 |
| 7月15日      | IDOL Pop’n Party Vol.20                                                        | TOKYO FM HALL                                         | |
| 7月18日      | お台場みんなの夢大陸                                                           | フジテレビ本社屋1階 みんなの夢大陸マイナビステージ    | |
| 7月19日      | 夏の天使かよ!                                                                  | TSUTAYA O-EAST                                        | |
| 7月29日      | アイドル甲子園 in 赤坂BLITZ 〜4th Anniversary〜                                | 赤坂BLITZ                                             | |
| 7月29日      | キラキラ☆ギュウ農フェス                                                        | 代官山UNIT                                            | |
| 8月4・5・6日 | TOKYO IDOL FESTIVAL 2017                                                       | お台場・青海周辺エリア                                | 当初、8月4・5日の2日間出演予定だったが、我妻が「ナツ☆イチッ!オーディション2017」ファイナリストとなったため、6日の「週刊プレイボーイ presents"ナツ☆イチ!オーディション2017" ステージ」にも出演 |
| 8月13日      | ハコムス野外音楽会SP〜ハコムス&RYUTistのサマーパ～ティ!〜                      | 所沢航空記念公園野外ステージ                          | RYUTistと共演 |
| 8月13日      | アイドル甲子園 in 新宿BLAZE                                                    | 新宿BLAZE                                             | |
| 8月14日      | Task have Fun 主催イベント 1部 Hot, Hot Summer 〜3マンライブ〜                 | 渋谷club asia                                         | Task have Fun、キャンディzooと共演 |
| 8月19日      | ミュージックパーク 〜Girls ＆ Music Theater Vol.7                              | 新宿ReNY                                              | |
| 8月26・27日  | @JAM EXPO 2017                                                                 | 横浜アリーナ                                          | |
| 9月2日       | 歌謡選抜フェスティバル                                                         | 新宿LOFT                                              | |
| 9月10日      | アイドル甲子園 SUMMER FESTIVAL2017                                             | 新木場STUDIO COAST                                    | |
| 9月18日      | AKIBA Cultures Kaleidoscope vol.7                                              | AKIBAカルチャーズ劇場                                 | レッツポコポコ、AISと共演 |
| 10月7日      | ミュージックパーク〜Acoustic Theater〜 Vol.1・Vol.2                            | 座・高円寺2                                           | パンダみっく、さんみゅ〜、WHY@DOLLと共演 |
| 11月3日      | SHiNY Days Vol.5                                                               | 代官山LOOP                                            | SHiNY SHiNY、パクスプエラ、東京CuteCuteと共演 |
| 11月3日      | 浜松町グリーン・サウンドフェスタ浜祭〜『声優＆アイドルFes!in 文化放送』        | 文化放送12階ホール（メディアプラスホール）            | |
| 11月5日      | IDOL NEWSING LIVE 4                                                            | 代官山LOOP                                            | アイドルネッサンス、Summer Rocket、ハッピーくるくると共演 |
| 11月11日     | Culture Regular showcase vol.1                                                 | AKIBAカルチャーズ劇場                                 | 26時のマスカレイド、さんみゅ〜と共演 初のオリジナルメンバー不在のライブ |
| 11月21日     | なんてったってハロプロライブ vol.17                                            | Twinbox GARAGE                                        | 我妻・井上出演 |
| 11月23日     | Tribute to the Legend 3 -Respect 80's-                                         | R'sアートコート                                       | |
| 11月26日     | アイドル甲子園 in 新宿BLAZE                                                    | 新宿BLAZE                                             | |
| 11月29日     | ASCIIアイドル倶楽部定期公演Vol.7                                               | AKIBAカルチャーズ劇場                                 | つりビットと共演 |
| 12月1日      | さんみゅ〜×ハコイリ♡ムスメ TWO MAN LIVE                                        | ヤマハ銀座スタジオ                                    | さんみゅ〜と共演 |
| 12月3日      | ミュージックパーク 〜Girls ＆ Music Theater Vol.8〜                            | 山野ホール                                            | |
| 12月4日      | Mix Cultures vol.6                                                             | 秋葉原ZEST                                            | Anchor Lady、Shine Fine Movementと共演 |
| 12月11日     | 昭和アイドルアーカイブス スペシャル 2017 Winter                                | 東京カルチャーカルチャー                              | |
| 12月15日     | AKIBA Cultures Kaleidoscope vol.10                                             | AKIBAカルチャーズ劇場                                 | Flower Notes、東京CuteCuteと共演 |
| 12月16日     | 月刊アイドル祭 VOL.4                                                           | フジさんのヨコ                                        | |
| 12月23日     | アイドル甲子園 in マイナビBLITZ赤坂                                            | マイナビBLITZ赤坂                                     | |
| 12月25日     | NEON Premium LIVE! 〜Boys&Girls X’mas FES 2017〜                               | 新木場STUDIO COAST                                    | |
| 12月29日     | 柳♡箱のともだち！東京リリースイベント編@タワーレコード錦糸町店                 | タワーレコード錦糸町店                                | RYUTistと共演 |
| 12月30日     | 柳♡箱のともだち！東京編                                                        | AKIBAカルチャーズ劇場                                 | RYUTistと共演 |

| 2018年     | 2018年                                                                            | 2018年                                      | 2018年                                                                                                   |
| 公演日     | 公演名                                                                            | 会場                                        | 備考 |
| ---------- | --------------------------------------------------------------------------------- | ------------------------------------------- | --- |
| 1月2日     | アイドル甲子園2018 in マイナビBLITZ赤坂〜DAY1〜                                   | マイナビBLITZ赤坂                           | |
| 1月13日    | AIS-Friend（アイスフレンド）vol.1〜with〜ハコイリムスメ                           | AKIBAカルチャーズ劇場                       | AISと共演                                                                                                |
| 1月16日    | なんてったってハロプロライブ vol.19                                               | Twinbox GARAGE                              | 我妻・井上・寺島・塩野出演                                                                               |
| 1月20日    | 君の声、もっと聴かせて                                                            | AKIBAカルチャーズ劇場                       | さんみゅ〜と共演 昼の部は鉄戸、夜の部は木下綾菜（さんみゅ〜）ソロCD付き                                  |
| 1月21日    | 柳♡箱のともだち！新潟リリースイベント編@タワーレコード新潟店                      | イオンモール新潟南スカイコート              | RYUTistと共演（特典会のみ）                                                                              |
| 1月21日    | 柳♡箱のともだち！新潟編                                                           | Live House 柳都SHOW!CASE!!                  | RYUTistと共演                                                                                            |
| 1月27日    | 柳♡箱のともだち！東京リリースイベント編@タワーレコード新宿店                      | タワーレコード新宿店                        | RYUTistと共演                                                                                            |
| 1月27日    | 柳♡箱のともだち！東京リリースイベント編@タワーレコード川崎店                      | タワーレコード川崎店                        | RYUTistと共演                                                                                            |
| 1月29日    | 昭和アイドルアーカイブス vol.16                                                   | 楽器カフェ                                  | 我妻・鉄戸出演                                                                                           |
| 2月18日    | NEO Fes!!! Presented by Top Yell Vol.3                                            | TOKYO FM HALL                               | |
| 2月20日    | なんてったってハロプロライブ vol.20                                               | Twinbox GARAGE                              | 我妻・井上・寺島・阿部出演                                                                               |
| 3月24日    | ミュージックパーク 〜Girls＆Music Theater〜                                       | 山野ホール                                  | |
| 3月24日    | なんてったってハロプロ vol.29                                                     | ハロー!プロジェクトオフィシャルショップ     | 井上出演                                                                                                 |
| 3月31日    | ハコイリ♡ムスメの野外音楽会番外編 〜柳♡箱SPRING PARTY2018〜                       | ミハマニューポートリゾート ニューポート広場 | RYUTistと共演                                                                                            |
| 4月1日     | IDOL NEWSING LIVE 5                                                               | 代官山LOOP                                  | 桜エビ〜ず、amiinA、中嶋春陽と共演                                                                       |
| 4月29日    | NEO Fes!!! presented by Top Yell Vol.4                                            | TOKYO FM HALL                               | |
| 4月30日    | スカーフェイスオールディーズライブ                                                | ミハマニューポートリゾート ニューポート広場 | 『青春の音符たち』発売記念プレミアムライブツアーでバックバンドを務めたスカーフェイスのライブにゲスト出演 |
| 5月3日     | MARQUEE祭 Vol.12                                                                  | TSUTAYA O-EAST                              | |
| 5月3日     | アイドルジェネレーション vol.52〜橘はるかバースデーSP〜 in 東京キネマ倶楽部       | 東京キネマ倶楽部                            | |
| 5月14日    | ザ・ベストライブ 1998年5月                                                        | Space emo池袋                               | さんみゅ〜、橘はるか、南ななこと共演                                                                     |
| 5月25日    | キラキラ☆ギュウ農フェス Vol.3                                                     | 渋谷WWW                                     | |
| 5月27日    | レジェンドスペシャル 立見里歌・白石麻子&ハコイリ♡ムスメLIVE                       | Space emo池袋                               | 立見里歌・白石麻子と共演                                                                                 |
| 5月30日    | ASCIIアイドル倶楽部定期公演Vol.13                                                 | AKIBAカルチャーズ劇場                       | アップアップガールズ（仮）、東京女子流と共演                                                             |
| 6月2日     | アイドル甲子園in新木場STUDIO COAST                                                | 新木場STUDIO COAST                          | |
| 6月2日     | エコライフ・フェア2018                                                            | 代々木公園                                  | バクステ外神田一丁目、26時のマスカレイドと共演                                                           |
| 6月9日     | ロックの日だよ全員集合! AKIBA HEAT UP LIVE!!                                      | AKIBAカルチャーズ劇場                       | 転校少女*、虹のコンキスタドールと共演                                                                    |
| 6月17日    | なんてったってハロプロライブ in カルチャーズ劇場                                  | AKIBAカルチャーズ劇場                       | |
| 6月19日    | 中野ロープウェイ開店9周年記念ライブ! 初日                                         | 新宿LOFT                                    | |
| 6月24日    | IDOL Pop’n Party                                                                  | TOKYO FM HALL                               | |
| 6月25日    | 昭和アイドルアーカイブス スペシャル 2018 Summer                                   | 東京カルチャーカルチャー                    | |
| 7月7日     | Berryz工房を語ろう! 七夕ナイト                                                    | 恵比寿CreAto                                | |
| 7月8日     | @JAM PARTY vol.28                                                                 | AKIBAカルチャーズ劇場                       | |
| 7月28日    | ハコムス野外音楽会SP〜ハコムス×RYUTistのサマーパーティー!!〜                      | 東京イースト21 イースト21プラザ             | RYUTistと共演                                                                                            |
| 7月31日    | Tokyo Influencer Girls 2018 supported by Poke Live TV 推しすぎ!                   | 中野サンプラザ                              | |
| 8月3・4日  | TOKYO IDOL FESTIVAL 2018                                                          | お台場・青海周辺エリア                      | |
| 8月5日     | 柳♡箱とぱいぱいでか美の『皆さん、Love&Peaceです!』                                | AKIBAカルチャーズ劇場                       | RYUTist、ぱいぱいでか美と共演                                                                            |
| 8月15日    | MARQUEE祭vol.17                                                                   | TSUTAYA O-WEST                              | |
| 8月17日    | 超☆汐留アイドルダービーパラダイス〜                                               | 日本テレビ汐留本社屋1階大屋根広場           | |
| 8月19日    | IDOL Pop'n Party                                                                  | TOKYO FM HALL                               | |
| 8月20日    | アキシブproject presents『 TSUTAYA O-EAST SUMMER BONUS LIVE!! -夢千乱舞- 』       | TSUTAYA O-EAST                              | |
| 8月25日    | @JAM EXPO 2018                                                                    | 横浜アリーナ                                | |
| 8月30日    | 『夏休みの終わりに。』                                                            | AKIBAカルチャーズ劇場                       | tipToe.と共演                                                                                            |
| 9月8日     | ノタFES 2018                                                                      | 東武動物公園                                | |
| 9月16日    | 昭和アイドルアーカイブス オリジナルレコード「ぼくらのプレシャス」完成記念イベント | 富士フイルム西麻布ビル1階ホール             | さんみゅ〜、橘はるかと共演 クラウドファンディング出資者限定                                              |
| 9月24日    | Me-You♪sic〜Girl's Image〜                                                        | 恵比寿CreAto                                | 小泉花恋(OA)、さんみゅ〜、赤の流星と共演                                                                 |
| 10月27日   | なんてったってハロプロライブ in カルチャーズ劇場 Vol.2                            | AKIBAカルチャーズ劇場                       | |
| 11月3日    | Cafe Salon〜休日の過ごし方〜                                                      | TSUTAYA O-Crest                             | いちごみるく色に染まりたい。、狂い咲けセンターロード、ころころパピーと共演                               |
| 11月11日   | ミュージックパーク 〜Girls&Music Theater〜                                        | 渋谷ストリームホール                        | |
| 11月17日   | 昭和アイドルアーカイブスpresents 「ぼくらのプレシャスライブ」                     | ヤマハ銀座スタジオ                          | さんみゅ〜、橘はるかと共演                                                                               |
| 12月1・2日 | 光の祭典2018                                                                      | 元渕江公園                                  | |
| 12月9日    | LIVE SHOW CASE 2018                                                               | 山野ホール                                  | |
| 12月10日   | 昭和アイドルアーカイブス スペシャル 2018 Winter                                   | 東京カルチャーカルチャー                    | |
| 12月30日   | 柳♡箱の年末スペシャルライブ！〜ともだちのその先へ♡〜                              | AKIBAカルチャーズ劇場                       | RYUTistと共演                                                                                            |

| 2019年    | 2019年                                                                        | 2019年                                                              | 2019年                                                                                       |
| 公演日    | 公演名                                                                        | 会場                                                                | 備考                                                                                         |
| --------- | ----------------------------------------------------------------------------- | ------------------------------------------------------------------- | -------------------------------------------------------------------------------------------- |
| 1月6日    | 九州女子翼×ハコイリ♡ムスメ                                                    | AKIBAカルチャーズ劇場                                               | 九州女子翼と共演                                                                             |
| 1月13日   | ライオンパーク                                                                | 白金高輪SELENE b2                                                   |                                                                                              |
| 2月17日   | THE LIVE                                                                      | ヤマハ銀座スタジオ                                                  | さんみゅ〜、DEAR KISSと共演                                                                  |
| 2月23日   | 常夏のアイドルフェス                                                          | スパリゾートハワイアンズ                                            |                                                                                              |
| 3月2日    | ミュージックパーク 〜Girls＆Music Theater〜                                   | 渋谷ストリームホール                                                |                                                                                              |
| 3月21日   | ハコイリ♡ムスメ×tipToe.『春の始まり。』                                       | AKIBAカルチャーズ劇場                                               | tipToe.と共演                                                                                |
| 3月23日   | なんてったってハロプロ vol.31                                                 | ハロー!プロジェクト オフィシャルショップ                            | 井上・塩野出演                                                                               |
| 3月31日   | なんてったってハロプロライブ in カルチャーズ劇場 vol.3                        | AKIBAカルチャーズ劇場                                               |                                                                                              |
| 4月15日   | 昭和アイドルアーカイブス vol.16                                               | 楽器カフェ                                                          | 吉田・井上出演                                                                               |
| 4月21日   | 横須賀アイドルカーニバル 2019 SPRING                                          | 横須賀ヤンガーザンイエスタディ                                      |                                                                                              |
| 4月29日   | IDOL Pop'n Party                                                              | TOKYO FM HALL                                                       |                                                                                              |
| 5月12日   | ミュージックパーク 〜Girls＆Music Theater〜                                   | TOKYO FM HALL                                                       |                                                                                              |
| 5月18日   | OTODAMA SEA STUDIO 2019 supported by POCARI SWEAT アニストFES                 | OTODAMA SEA STUDIO                                                  |                                                                                              |
| 6月1日    | ミュージックパーク 〜Girls＆Music Theater〜                                   | 渋谷ストリームホール                                                |                                                                                              |
| 6月18日   | 中野ロープウェイ開店10周年記念ライブ! 初日                                    | 新宿LOFT                                                            |                                                                                              |
| 6月23日   | Yokohama A-rin Collection                                                     | センテニアルホール（横浜アリーナ内）                                | ももいろクローバーZ佐々木彩夏ソロコンサート「AYAKA NATION 2019 in Yokohama Arena」と同時開催 |
| 6月29日   | Star*Hz vol.3                                                                 | TOKYO FM HALL                                                       |                                                                                              |
| 7月7日    | Star*Hz〜EDOCCO.2                                                             | 神田明神 EDOCCO                                                     |                                                                                              |
| 7月21日   | THE LIVE GINZA STATE 2                                                        | ヤマハ銀座スタジオ                                                  |                                                                                              |
| 7月22日   | 昭和アイドルアーカイブスVol.30                                                | 楽器cafe                                                            | 我妻が進行役として出演                                                                       |
| 8月2・4日 | TOKYO IDOL FESTIVAL 2019                                                      | お台場・青海特設会場                                                | 依田はその後、Liella!のメンバー・絵森彩としてTIF2024に5年ぶりの出演を果たす                  |
| 8月10日   | LIVE SHOWCASE Extra Vol.1                                                     | TSUTAYA O-Crest                                                     |                                                                                              |
| 8月16日   | ＠JAM EXPO2019メインステージ争奪LIVE                                          | 日本テレビ1F ⼤屋根広場（ドラゴンクエスト ユア ストーリーステージ） |                                                                                              |
| 8月25日   | @JAM EXPO 2019                                                                | 横浜アリーナ                                                        |                                                                                              |
| 8月26日   | 昭和アイドルアーカイブスVol.31                                                | 楽器cafe                                                            | 我妻が進行役として出演                                                                       |
| 8月31日   | ハコイリ♡ムスメ×tipToe.『夏休みの終わりに。』                                 | AKIBAカルチャーズ劇場                                               | tipToe.との2マン                                                                             |
| 9月15日   | ハコイリ♡ムスメとRYUTistのSummerParty2019〜ハワイの中心でLove&Peaceを叫ぶ！〜 | スパリゾートハワイアンズ                                            | RYUTistとの2マン                                                                             |
| 9月23日   | ハコイリ♡ムスメとRYUTist 「ともだち〜きみに出会えてよかったな〜」             | 月見ル君想フ                                                        | RYUTistとの2マン                                                                             |
| 9月30日   | CoCo30周年を祝う会                                                            | 東京カルチャーカルチャー                                            | 及川眠子、都志見隆、佐多美保（当時ポニーキャニオンディレクター）と共演                       |
| 10月12日  | ハツオン                                                                      | 高田馬場BSホール                                                    | 令和元年東日本台風（台風19号）接近のため中止                                                 |
| 10月13日  | MIC RAW RUGA(laboratory) 定期公演 HIGH-HO vol.10                              | 下北沢SHELTER                                                       | 東日本台風接近のため中止                                                                     |
| 10月14日  | カルチャーズ劇場文化祭 supported by Top Yell（10/14 14:00公演）               | AKIBAカルチャーズ劇場                                               | CoverGirlsと共演                                                                             |

| 2020年  | 2020年                                               | 2020年                                                                     | 2020年                                                                                               |
| 公演日  | 公演名                                               | 会場                                                                       | 備考                                                                                                 |
| ------- | ---------------------------------------------------- | -------------------------------------------------------------------------- | --- |
| 1月20日 | ribbon30周年を祝う会                                 | 東京カルチャーカルチャー                                                   | 吉田・依田・山本が出演。水島康貴、松浦有希、ミッシェル氏家（当時ポニーキャニオンディレクター）と共演 |
| 8月2日  | 柳♡箱リモート2マンLIVE〜ごきげんよう！ありがとね。〜 | AKIBAカルチャーズ劇場（ハコイリ♡ムスメ） 新潟オレンジスタジアム（RYUTist） | 2会場をオンラインで繋げて生配信を行う                                                                |

## 出演

### テレビ
- GirlsNews〜エンタメ!（2014年9月（#18）、アイドル専門チャンネルPigoo）
- GirlsNews〜エンタメ!β（2014年12月 - 2015年3月、アイドル専門チャンネルPigoo）
- アイドルお宝くじ（#14（テレビ朝日 2015年2月6日、BS朝日 2015年2月7日） - #15（テレビ朝日 2015年2月13日、BS朝日 2015年2月14日）
- ハコイリ♡ムスメのハコから出てもいいですか?（2015年4月 - 、アイドル専門チャンネルPigoo）
- 東京 Princess GIG♪（2015年7月5日・10月11日 - 、BSジャパン）
- チャンネル生回転TV Allザップ!（2015年12月1・8・15日、BSスカパー!）
- チア☆ドル（2015年12月19日(#10)、ABCテレビ）
- アイドル魂なだれ坂ロック!（2016年3月16日、テレビ東京、5月15日 - 、BSジャパン）
- 生のアイドルが好き（2016年11月28日(#44)、アイドル専門チャンネルPigoo）※阿部、神岡、鉄戸、我妻
- アイドル・ディスカバリー（2018年2月23日(#2)、TwellV）

### ラジオ
- 菊地亜美の1ami9（2015年11月28日、アール・エフ・ラジオ日本）※鉄戸、阿部

### ネットテレビ
- ハコイリ♡ムスメのハコベヤ（2014年9月10日 - 2015年9月10日、SHOWROOM）
- 無印箱入娘（2017年6月6日 - 8月15日、Live.me）
- ハコイリ♡ムスメのAfter School 7 O'clock（2018年2月26日・4月23日 - 、WALLOP）

## 備考
『週刊アスキー』（アスキー・メディアワークス）2011年3月22・29日合併号で、当時ボックスコーポレーション所属のアイドリング!!!メンバーである遠藤舞、外岡えりか、長野せりな、伊藤祐奈の4人が同名の「ハコイリムスメ」として表紙を飾っているが、当グループとは直接の関係はない。TOKYO IDOL FESTIVAL 2011のタイムテーブルには「ハコイリムスメの出演はなくなりました」との記載があるが、この「ハコイリムスメ」はこの4人を指す。
なお、ハコイリ♡ムスメでは「'80年代から'90年代のアイドルの名曲」というコンセプトからは外れるものの、フジテレビ発のアイドルであるアイドリング!!!の楽曲もカバーしており、2014年8月13日の新人公演では伊藤と石田佳蓮がゲスト出演している。